# I. Wiener Hochquellenleitung
Die I. Wiener Hochquellenleitung, zu ihrer Zeit Kaiser-Franz-Josef-Hochquellenleitung genannt, ist ein Teil der Wiener Wasserversorgung und war die erste Versorgung von Wien mit einwandfreiem Trinkwasser. Nach vierjähriger Bauzeit wurde die 95 Kilometer lange Leitung am 24. Oktober 1873 eröffnet. Heute liefert sie rund 62 Millionen Kubikmeter pro Jahr (53 Prozent der Gesamtmenge des Wiener Trinkwassers, Stand 2007).
Es bestehen auch mit mehreren Gemeinden, die von der Wasserleitung durchquert werden, Wasser-Abnahmeverträge.
Gewonnen wird das Hochquellwasser aus Quellen im Rax- und Schneeberggebiet im südlichen Niederösterreich und in der Steiermark.
Seit 1910 erschließt die nördlichere und längere II. Wiener Hochquellenleitung ein westlicher liegendes Gebiet.

## Geschichte und Übersicht über die Gesamtanlage

### Anlass zur Errichtung
Ursprünglich erfolgte die Wasserversorgung der Stadt Wien durch Hausbrunnen. Da mangels einer funktionierenden Kanalisation die Qualität des Grundwassers immer schlechter und damit immer häufiger Auslöser für Krankheiten und Epidemien wurde, wurden verstärkt aus dem Westen und Süden Wasserleitungen in die Stadt errichtet. Nutznießer dieser Anlagen waren in den meisten Fällen der kaiserliche Hof, der Adel und Klöster. Die breite Masse der Wiener Bevölkerung hatte nur an wenigen Auslaufbrunnen in der Stadt die Möglichkeit, sich mit Trinkwasser besserer Qualität, das ihnen dort meist kostenlos überlassen wurde, zu versorgen.
Die erste Wasserleitung mit etwas größerer Flächendeckung war die zwischen 1803 und 1804 errichtete Albertinische Wasserleitung, die Quellwasser aus dem Raum Hütteldorf nach Wien leitete. Für das wachsende Wien reichte sie jedoch nicht aus, und so wurde ab 1836 die Kaiser-Ferdinands-Wasserleitung errichtet, die 1841 mit Uferfiltrat in Betrieb ging und ab 1854 auch künstlich gefiltertes Wasser aus dem Donaukanal verwendete.
Diese versorgte das Stadtgebiet des damaligen Wien mit Ausnahme der Leopoldstadt und Landstraße vorwiegend über Auslaufbrunnen flächendeckend mit Wasser. Dessen Qualität war anfangs zwar akzeptabel, nahm jedoch durch die schwindende Filterwirkung rasch ab, und so wurde deren Wasser ebenfalls zu einem Gesundheitsrisiko. Trotz aller Bemühungen der Stadtverwaltung hinkte zudem die Leistungsfähigkeit dieses Wasserwerks bald hinter dem Bedarf her.
Zur Lösung der Wiener Trinkwasserkrise gab es verschiedene Projekte: 1856 brachte Oberstleutnant Scholl den Vorschlag ein, die Pitten und die Schwarza kurz vor deren Vereinigung aufzustauen, das Wasser zu filtrieren und in Rohrleitungen nach Wien zu leiten. Ein weiteres Projekt aus dem Jahr 1858 sah ein Wasserwerk ähnlich dem der Kaiser-Ferdinands-Wasserleitung in der Brigittenau vor. Generalkriegskommissär Valentin von Streffleur wiederum legte ein Projekt vor, Wasser der Warmen Fischa, der Fischa-Dagnitz und des Wiener Neustädter Kanals sowie der wasserführenden Gebiete zwischen Unter-Eggendorf und Baden bei Wien nach Wien zu leiten.

### Vorarbeiten

#### Bedarfsberechnung
Um eine Planungsgrundlage zu bekommen, welche Wassermenge der Stadt Wien überhaupt zur Aufrechterhaltung der Trinkwasserversorgung zugeführt werden muss, wurde zunächst eine Bedarfsberechnung durchgeführt:
Laut der letzten Volkszählung vor den Planungsarbeiten aus dem Jahr 1869 lebten in Wien innerhalb des die Stadtgrenze darstellenden Linienwalls 607.514 Einwohner und 24.613 Mann aktives Militär – also 632.127 Menschen. Als Berechnungsgrundlage wurde diese Zahl auf eine Million aufgerundet.
- 0,6 Eimer (umgerechnet: etwa 34 Liter) Wasser pro Person und Tag wurden als Bedarf für den normalen Haushalt angenommen. Diese Menge entsprach jener, die ebenso in Paris und London erhoben wurde und bei einer Million Menschen 600.000 Eimern täglich entsprach.
- Der tägliche Wasserbedarf von Industrie und anderen Großkunden wurde mit 250.000 Eimern angenommen.
- Weitere 300.000 Eimer täglich wurden für das Besprengen der Fahrbahnen, das bis zu viermal täglich erfolgte, berechnet.
- 200.000 Eimer Wasser täglich sollten den Bedarf der Springbrunnen und Badeanlagen decken.
- 30.000 Eimer Wasser täglich kamen für die Bewässerung der Grünanlagen hinzu.
- 20.000 Eimer Wasser täglich wurden für den Betrieb der Kanalisation berechnet.

Die sich aus diesen Teilbeträgen ergebende Summe von 1.400.000 Eimern Wasser wurde sicherheitshalber noch um weitere 200.000 Eimer auf einen Tagesbedarf von 1.600.000 Eimer aufgerundet, um das Projekt einer Hochquellenleitung zukunftssicher zu machen.

#### Höhenlage
Die Bauordnungen von 1859 und 1868 schrieben eine maximale Bauhöhe von ungefähr 13 Klaftern (etwa 25 m) vor. Das entsprach einer Höhe von 250 Fuß (76 m) über dem bei der Ferdinandsbrücke gelegenen Wiener Null. Damit konnte man das damalige Stadtgebiet von Wien und Teile der Vororte nur durch das natürliche Gefälle mit unter ausreichendem Druck stehendem Wasser versorgen. Nur Teile des Schottenfelds waren ausgenommen.
Da die geplante Wiener Hochquellenleitung im freien Gefälle in die Stadt führen sollte, war damit der tiefste Punkt der Leitung festgelegt.

### Planungsarbeiten

#### Suche nach Gewässern zur Wassergewinnung
Nachdem der Bedarf an Trinkwasser ermittelt worden war, musste ein Gewässer mit hochwertigem Trinkwasser in ausreichender Menge gefunden werden. Eine Kommission des Wiener Gemeinderats suchte zunächst im Raum Wien und später immer weiter südlich im Wiener Becken nach möglichen Bezugsquellen mit ausreichender Kapazität, Qualität und in der geforderten Höhenlage.
Als Ausgangsort der Wasserleitung kamen die offenen Flüsse des Wiener Beckens (Donau, Wienfluss, Traisen), die offenen Gerinne und das Grundwasser sowie die Tiefquellen der Wiener Neustädter Ebene und die Hochquellen im Gebirge zur Diskussion.
Aufgrund der mit dem Wasser der Kaiser-Ferdinands-Wasserleitung gemachten Erfahrungen schied die Donau als Wasserlieferant rasch aus. Da zudem die Errichtung von Pumpanlagen vermieden werden sollte, hätte das Wasser der Donau bei Wallsee entnommen werden und durch einen Leitungskanal nach Wien geleitet werden müssen (Angaben über die Länge eines eventuellen Leitungskanal liegen nicht vor, die Luftlinie zwischen Wien und Wallsee beträgt etwa 120 Kilometer).
Der Wienfluss schied ebenfalls wegen der Wasserqualität aus. Während der Sommermonate war eine zu hohe Temperatur des Leitungswassers zu erwarten, und im Winter musste damit gerechnet werden, dass er zufriert. Außerdem wäre hier ebenso der Einsatz von Hebewerken notwendig geworden.
Die Traisen verfügte über ausreichend Wasser, und die Höhenlage entsprach gleichfalls den gestellten Forderungen. Doch wegen der zu erwartenden hohen Wassertemperatur und aus Qualitätsgründen wurde die Traisen ebenso als Wasserlieferant abgelehnt.
Die Pitten, die Schwarza und die Leitha lagen hoch genug, um die Forderung zu erfüllen, und deren Wassermenge war ausreichend, jedoch bereitete hier ebenfalls die Qualität Probleme. Ebenso verhielt es sich mit dem Wasser des Wiener Neustädter Schifffahrtskanals.
Zufriedenstellend verlief die Untersuchung der Fischa. Die besten Beurteilungen erhielt das Wasser der bei Haschendorf entspringenden Fischa-Dagnitz. Probleme erwartete die Kommission vor allem von den 35 Betrieben, welche die Wasserkraft für ihre Zwecke nutzten, und durch eine zunehmende Einbringung von Ammoniak durch den ansteigenden Einsatz von Düngemitteln in der Landwirtschaft.
Als ein interessanter Ursprungsort für eine Wasserleitung wurde die Alta-Quelle in Brunn bei Pitten ins Auge gefasst. Die Schüttung war zwar hoch, jedoch nicht gleichmäßig.
Zuletzt wurden die Hochquellen im Gebiet zwischen Schneeberg, Raxalpe und Würflach untersucht:
- an der Ostseite des Schneebergs,
- an der Spalte von Rohrbach im Graben,
- der Kaiserbrunnen im Höllental und
- weitere Quellen im Höllental (Eichenbrünnl-Quelle, Weichtal-Quelle, Erste und Zweite Großes-Höllental-Quelle, Quelle bei der Singerin und andere),
- die Quellen des Gahns,
- die Quellen von Stixenstein,
- die Quellen des Kettenlois sowie im nördlichen Teil der Kalkzone
- die Quellen von Furth an der Triesting und Pottenstein und
- die Quellen am Oberlauf der Schwechat.

Die untersuchende Kommission kam zu dem Resümee, dass im Wiener Umland kein Mangel an Wasser herrsche. Unter den Quellen wurde die Tiefquelle der Fischa-Dagnitz wegen ihrer Ergiebigkeit favorisiert, gefolgt von den weiter entfernten Hochquellen Kaiserbrunnen, Stixenstein und der Altaquelle. Erstere lag jedoch etwas zu niedrig und hätte deshalb den Einsatz eines Hebewerks notwendig gemacht.
Die im Rahmen dieser Untersuchungen gesammelten Daten wurden vom Wiener Stadtbauamt in einer Denkschrift zusammengefasst und am 31. Juli 1861 dem Wiener Gemeinderat überreicht.

#### Planungswettbewerb
In einem am 1. Dezember 1861 ausgeschriebenen Konkurs (Wettbewerb) wurden in- und ausländische Ingenieure und Gesellschaften aufgefordert, Projekte über eine künftige Wasserversorgung der Stadt Wien vorzulegen.
Eingereicht wurden zwölf Offerte sowie ein Projekt des Wiener Stadtbauamts. Mehrere dieser Projekte sahen die Entnahme des Wassers aus der Donau vor, zwei weitere planten das Wasser der Traisen oberhalb von St. Pölten zu entnehmen und nach Wien zu leiten. Ein weiteres Offert sah die Wiener Neustädter Ebene mit ihrem Grundwasser als Ausgangspunkt der Leitung. Zwei weitere Angebotsleger und das Wiener Stadtbauamt sahen die Fassung der Quelle der Fischa-Dagnitz vor. Das Stadtbauamt plante darüber hinaus noch, in einigen Wiener Bezirken das Wasser des Wiener Neustädter Kanals als Nutzwasser zu verwerten. Weiter entfernt gelegene Quellen wurden nicht in Betracht gezogen.

#### Gründung der Wasserversorgungskommission
Nach einer Prüfung der Offerte durch die Kommission wurde dem Gemeinderat Bericht erstattet, worauf dieser am 21. November 1862 einige Beschlüsse fasste:
- Die Bildung einer Kommission mit zwölf Mitgliedern. Diese sollte die erforderlichen Erhebungen und Vorarbeiten für eine Wasserleitung durchführen.
- Bei der Regierung um die Bewilligung zur Vornahme aller notwendigen Vorarbeiten ansuchen.
- Die Wasserversorgung der Stadt Wien wird für Rechnung der Gemeinde durchgeführt.

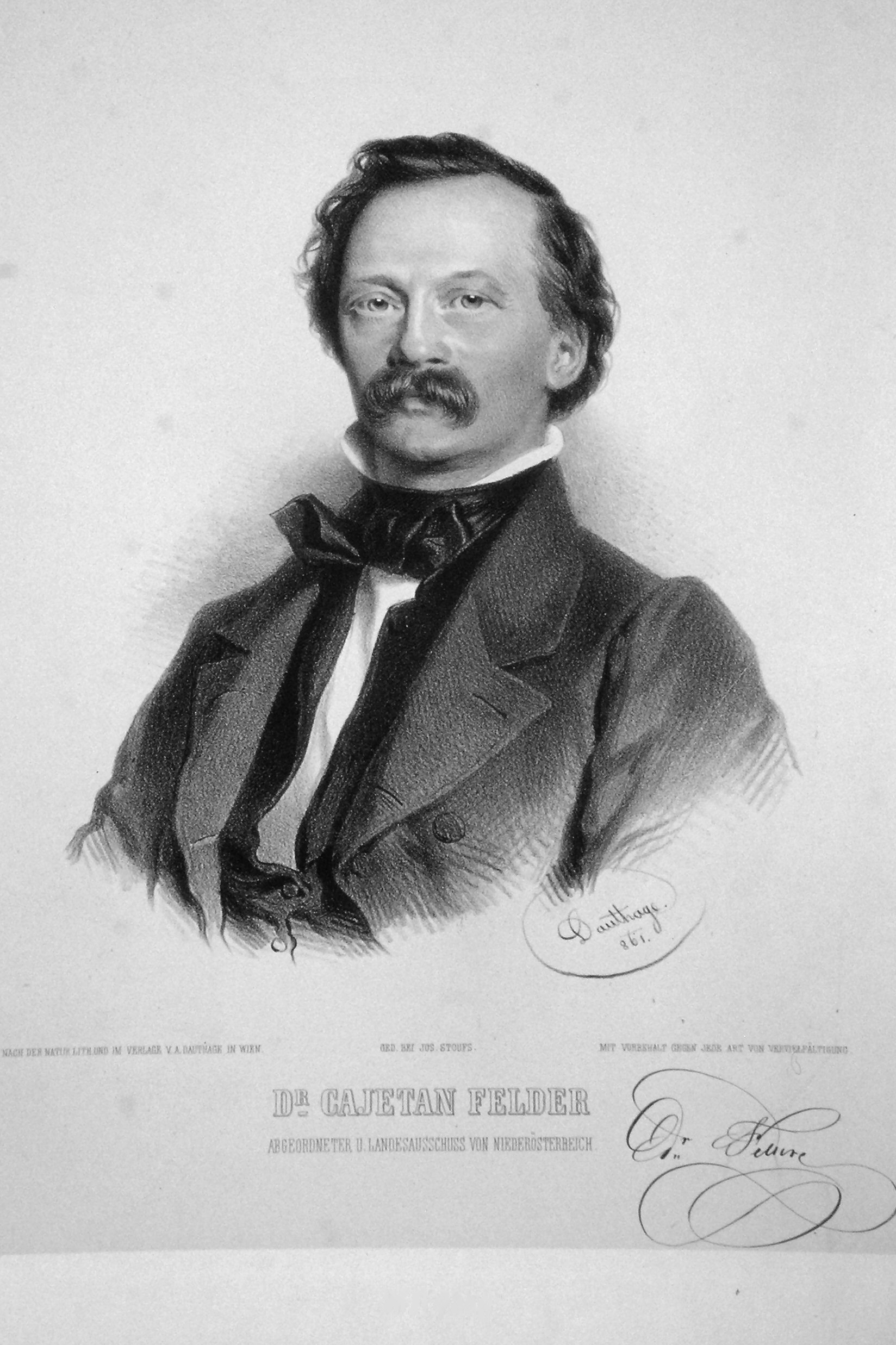
Cajetan Felder

Eduard Suess

In die neu gebildete Kommission wurden Cajetan Felder, Heinrich von Fellner, Ludwig Förster, Ferdinand Hessler, Leopold Jordan, Josef Klucky, Johann Natterer, Franz Neumann, Leopold Schuch, Wenzel Sedlitzky, Franz von Wertheim und August Zang gewählt.
Wegen des Todes von Ludwig Förster und der Mandatsniederlegung von August Zang wurden Eduard Suess und Eduard Kopp in die Wasserversorgungskommission nachnominiert.
Mit Beginn des Frühjahrs 1863 begann die Wasserversorgungskommission, das Gebiet der Traisen und des Wienerwalds sowie das Quellgebiet im Raum Wiener Neustadt genau zu untersuchen. Besonders genau wurde dabei die Fischa-Dagnitz unter die Lupe genommen, da sie trotz der ungenügenden Höhenlage in vielen Projekten eine wesentliche Rolle spielte.
Aus Gründen der Qualität, aber auch der Quantität dehnte die Wasserversorgungskommission ihr Suchgebiet immer weiter nach Süden in die höher gelegenen Regionen aus, bis sie im Höllental den Kaiserbrunnen auf seine Tauglichkeit untersuchte und ihn als geeignet für die Wasserversorgung der Stadt Wien erkannte.
Ein diese Untersuchungen abschließender Bericht – der „Bericht über die Erhebungen der Wasserversorgungs-Commission des Gemeinderathes der Stadt Wien“ – wurde von Eduard Suess verfasst, 1864 im Selbstverlag des Gemeinderats in Druck gelegt und anschließend veröffentlicht. Eine wichtige Schlussfolgerung dieses Berichts war, dass die drei Quellen Kaiserbrunn, Stixenstein und Alta genügend Wasser der besten Qualität liefern konnten und der Bau und der Betrieb der längeren Leitung weitaus kostengünstiger wäre als die Fassung der Quelle der Fischa-Dagnitz, welche die Errichtung und den Betrieb einer Pumpstation notwendig machen würde.
Der von Eduard Suess im Namen der Wasserversorgungskommission verfasste Bericht wurde zur Absicherung einer Gruppe von Experten vorgelegt und von dieser in einer Expertise vom 6. Juli 1864 bestätigt. Auch die Gesellschaft der Ärzte in Wien stellte sich auf die Seite der Wasserversorgungskommission und unterstützte diese darin, die zu errichtende Wasserleitung aus den genannten Quellen zu speisen.
Gestützt auf die Expertise der Expertengruppe erstattete die Wasserversorgungskommission am 12. Juli 1864 dem Gemeinderat Bericht und stellte dabei drei Anträge:
- „Es ist eine erspriessliche Versorgung der Stadt mit Wasser nur durch eine Vereinigung der Quellen vom Kaiserbrunn, von Stixenstein und der Alta zu erzielen.“
- „Die Vereinigung und Herbeileitung dieser Quellen ist mit aller Kraft anzustreben und bald möglichst durchzuführen.“
- „Die Wasserversorgungs-Commission soll sogleich die Verfügbarkeit der Hochquelle des Kaiserbrunnens und jene von Stixenstein zu Communal-Zwecken auf’s Eifrigste anstreben, ferner die genaue Tracierung und Terrain-Aufnahme der künftigen Wasserleitung vornehmen und die Baupläne und die Kostenvoranschläge verfassen lassen, während dieser Zeit aber mit der Finanz-Programm-Commission hinsichtlich der erforderlichen Geldmittel und deren Beschaffungsarth berathen, und wenn alle diese Aufgaben beendet sind, dem Gemeinderathe neuerdings Bericht zu erstatten.“

Die Beratung dieser Anträge in der gleichen Sitzung dauerte fast sechs Stunden. Die Anträge wurden mit 94 gegen 2 Stimmen angenommen.

#### Beginn konkreter Planungsarbeiten

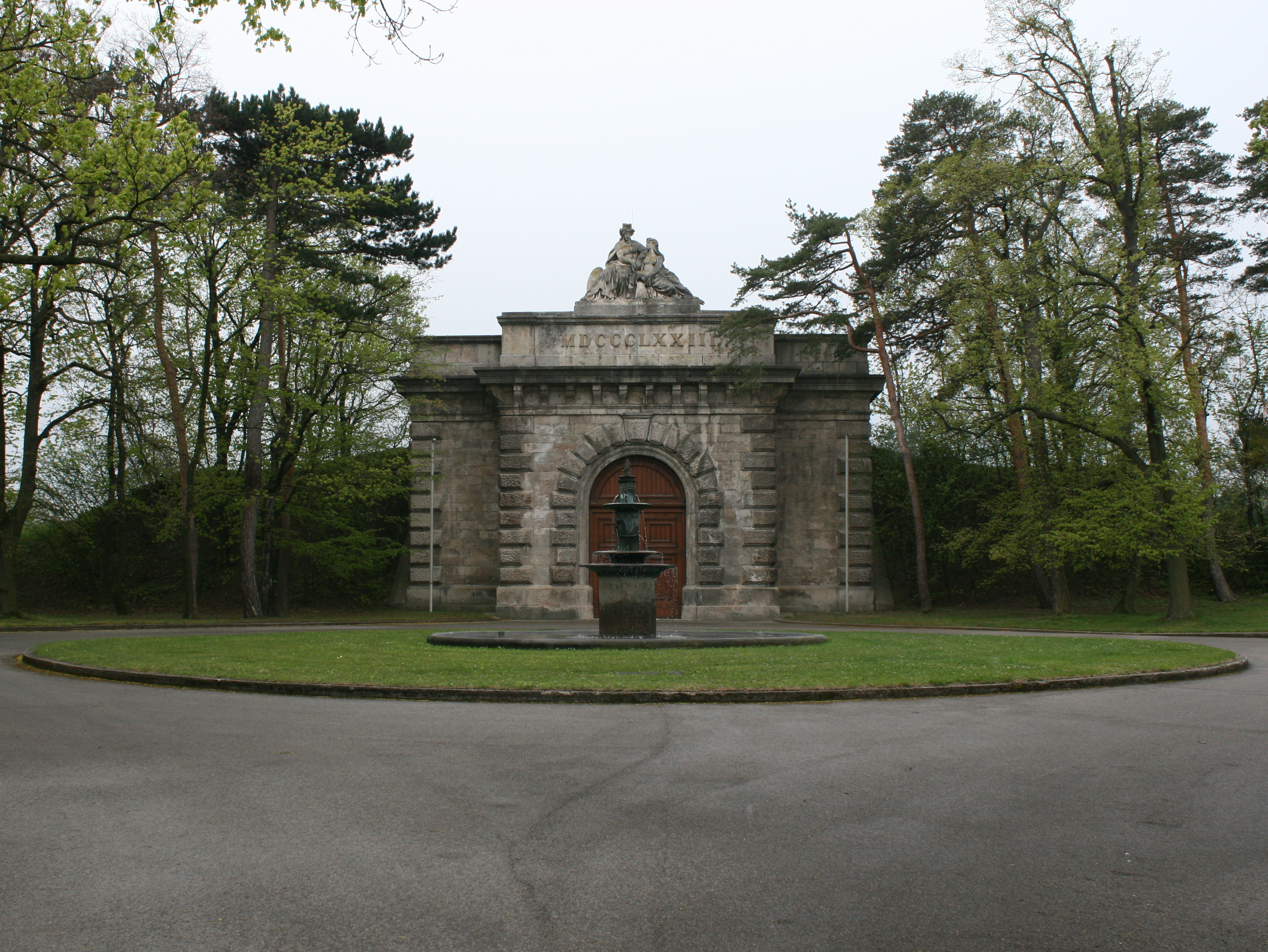
Wasserreservoir am Rosenhügel

Um die in Punkt 3 geforderte genaue Trassierung und Terrainaufnahme durchführen zu können, stellte die Wasserversorgungskommission das dafür notwendige technische Personal ein und teilte es in zwei Gruppen.
Während die I. Abteilung für die Planung der Quellerschließung und den Bau der Hochquellenleitung bis zum zukünftigen Wasserbehälter auf dem Rosenhügel zuständig war, wurde die II. Abteilung mit der Projektierung der Reservoirs, dem Rohrnetz und den sonst notwendigen Einrichtungen im Stadtgebiet betraut. Mit Einschluss der Vorarbeiten für die Grundeinlösungen wurden diese Arbeiten von den beiden Oberingenieur-Abteilungen unter dem Zivilingenieur Carl Junker und dem Ingenieur des Stadtbauamtes Karl Gabriel Ende Oktober 1865 beendet und anschließend im Augarten-Palais bis Dezember desselben Jahres öffentlich ausgestellt.
Um das Ergebnis dieser Planungsarbeiten abzusichern, wurden diese ebenfalls einer Expertengruppe vorgelegt, die ihre Arbeit im Februar 1866 mit weitgehender Zustimmung abschloss.
Am 25. Mai 1866 wurde das fertige Projekt zur Errichtung der Hochquellenleitung dem Gemeinderat zur Beschlussfassung vorgelegt und nach langen Debatten am 19. Juni 1866 mit dem Auftrag beschlossen, bei der zuständigen Behörde um die Bewilligung für die Vornahme der Errichtung anzusuchen.
Die Wasserversorgungskommission, die somit die ihr gestellten Aufgaben erfüllt hatte, wurde auf ihren Antrag hin am 3. Juli 1866 durch eine neue, aus Cajetan Felder, Wilhelm Gross, Josef Herr, Johann Hönig, Karl Hoffer, Franz Khunn, Eduard Kopp, Alfred Lenz, Archilles von Mellingo, Leopold Edler von Mende, Johann Natterer, Franz Neumann, Julius Newald, Leopold Paffenrath, Franz Schneider, Wenzel Sedlitzky, Berthold Stadler, Eduard Suess, Eduard Uhl, Johann Umlauft und Franz Freiherr von Wertheim bestehende Kommission abgelöst.
Zum Obmann wurde der damaligen Vizebürgermeister Cajetan Felder gewählt, als dessen Stellvertreter die Gemeinderäte Suess und von Mende; Schriftführer wurde Wenzel Sedlitzky.
Hauptaufgabe dieser neuen Kommission war es, den Baukonsens zu erwirken und die für den Bau notwendigen Vorkehrungen zu treffen.

### Baukonsens
Der Baukonsens für die Errichtung der I. Hochquellenleitung wurde von der k.k. Statthalterei am 22. Juli 1868 erteilt. Der von Gemeinden, Grund- und Werksbesitzern an der Schwarza und dem Sierningbach erhobene Einspruch wurde mit Erlass des k.k. Ministeriums des Innern am 22. März 1869 zurückgewiesen.

### Erwerb der Quellen
Um die geplante Hochquellenleitung überhaupt verwirklichen zu können, war der Erwerb der zwei noch fehlenden Hauptquellen unbedingt notwendig. Die Altaquelle befand sich bereits im Besitz der Stadt Wien.

#### Altaquelle
Die Altaquelle liegt im Höllerloch (Höhler Loch), einer kleinen Höhle in Brunn bei Pitten und ist der Ausgang des Altabaches.
Verhandlungen über deren Kauf wurden mit der damals selbständigen Gemeinde Brunn bei Pitten (heute eine Katastralgemeinde von Bad Erlach) geführt. Das Ergebnis dieser Verhandlungen wurde vom Wiener Gemeinderat auf Antrag der Wasserversorgungskommission am 23. Oktober 1863 genehmigt. Erworben wurden schließlich Grundstücke samt darauf befindlicher Gebäude in der Größe von 10.127 Quadratklafter im Wert von 10.000 Gulden.
Weshalb die Altaquelle letztlich nicht in die I. Wiener Hochquellenleitung integriert wurde, obwohl der dazu notwendige Leitungskanal noch Bestandteil der Bauausschreibung war, ist nicht eruierbar. Heute gilt die Altaquelle als Natursehenswürdigkeit und steht als Naturdenkmal unter Schutz (NDM WB-025).

#### Stixensteinquelle

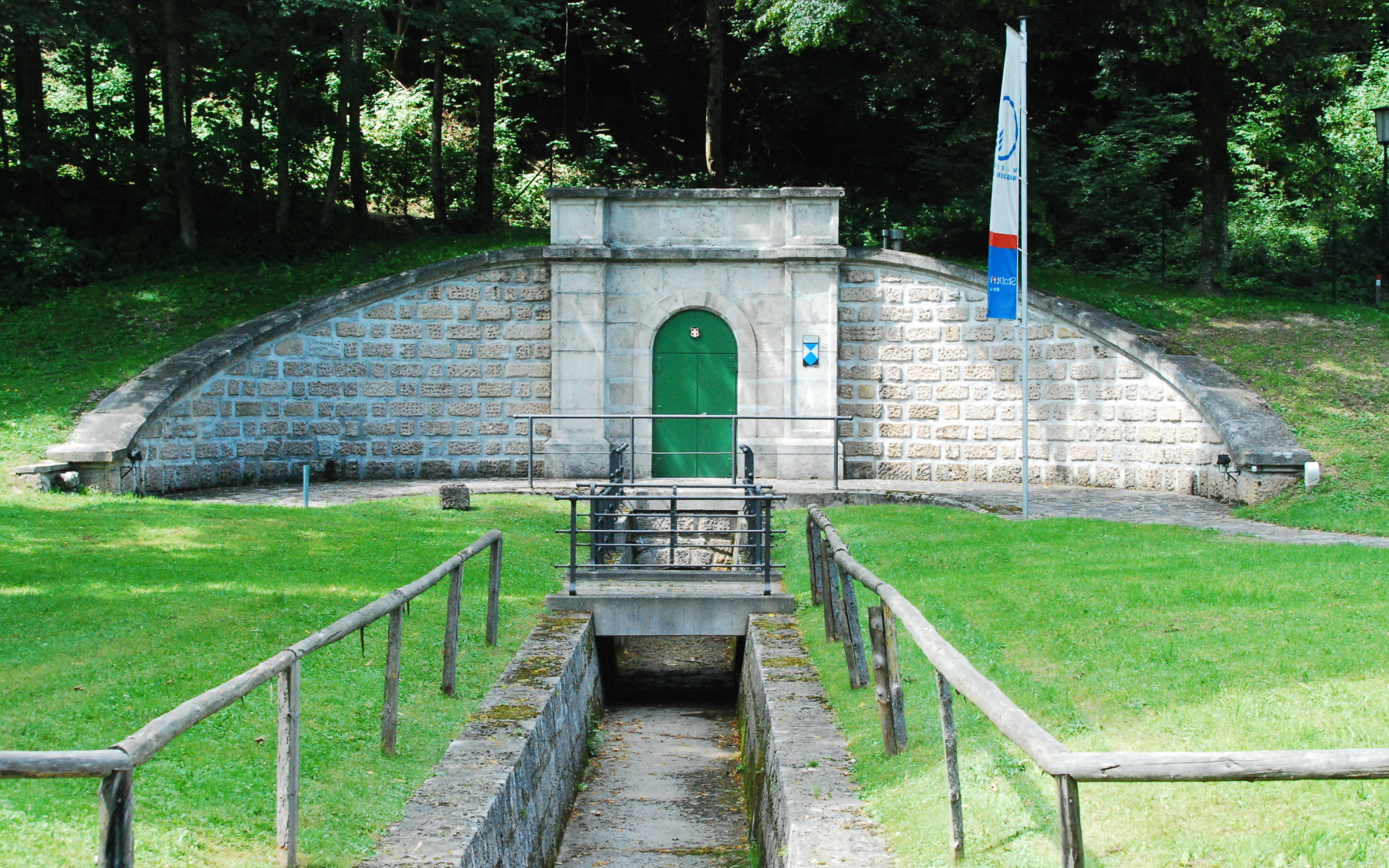
Wasserschloss der Stixenstein-Quelle

Die Stixensteinquelle in der Nähe von Burg Stixenstein bei Sieding (Gemeinde Ternitz) befand sich so wie das Schloss im Besitz des Grafen Ernst Karl von Hoyos-Sprinzenstein (1830–1903).
Dieser beantwortete die Bitte der Stadt Wien, die Quelle zu verkaufen, am 27. Juli 1864 mit der schriftlichen Mitteilung, dass er diese der Stadt schenke. Zwar stellte er dabei einige Bedingungen, die jedoch für Wien leicht zu erfüllen waren. Der entsprechende Vertrag wurde am 17. Juli 1868 abgeschlossen und am 11. August 1868 vom k.k. Landesgericht fideicommissbehördlich genehmigt. Als Dank für die Schenkung wurde er 1873 zum Ehrenbürger von Wien ernannt.
Die Quellfassung steht unter Denkmalschutz.

#### Kaiserbrunnen

Kaiserbrunnen-Quelle vor deren Einleitung (1870)

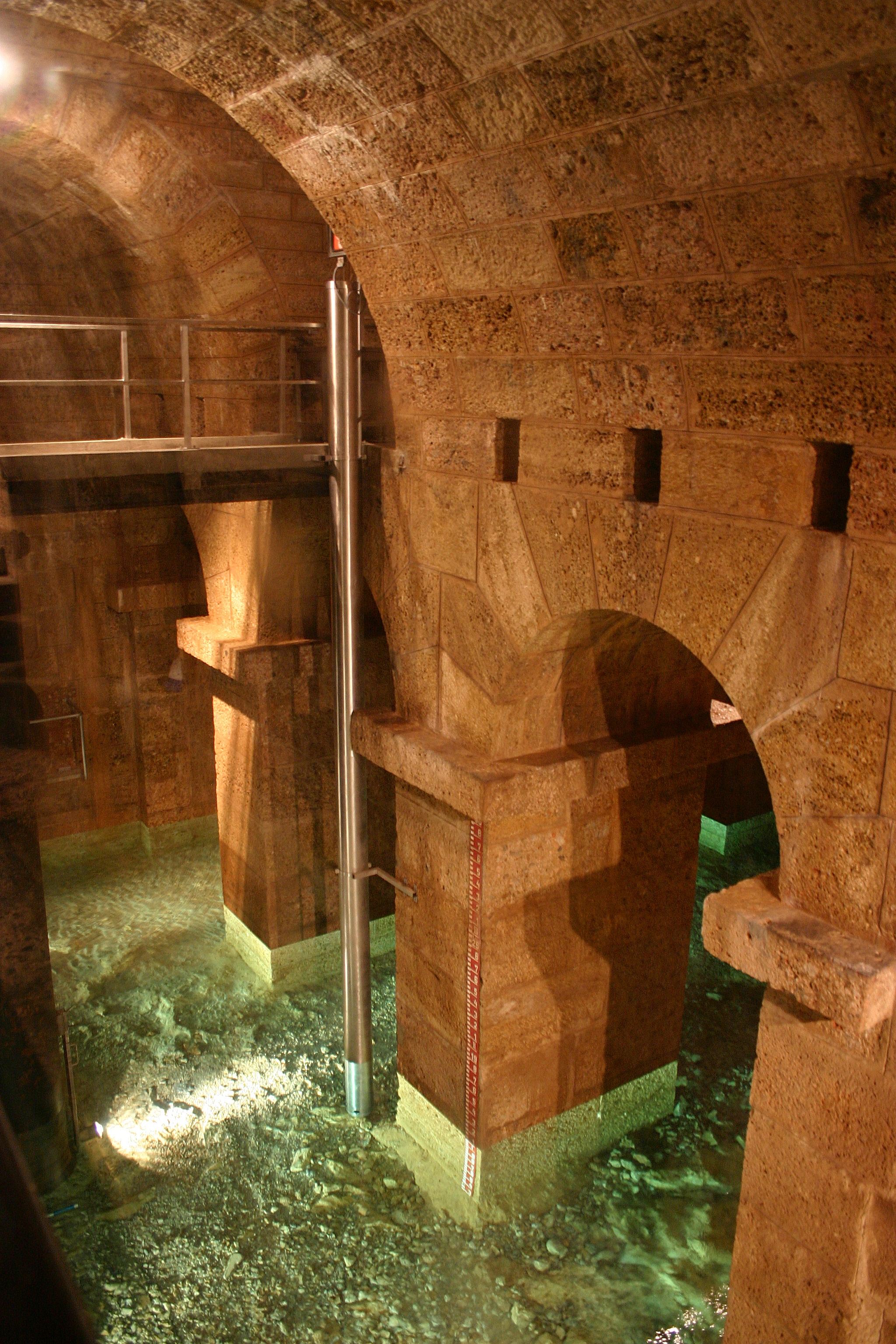
Wasserschloss in Kaiserbrunn

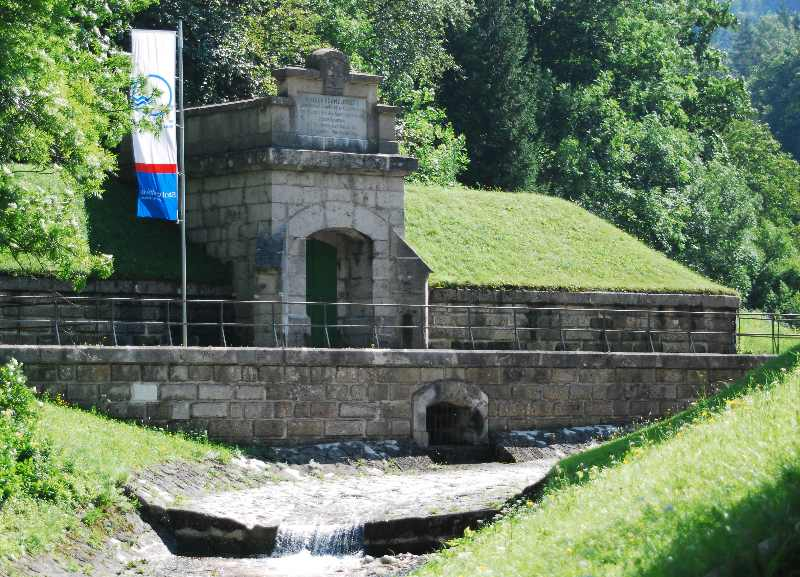
Das Wasserschloss der Kaiserbrunn-Quelle

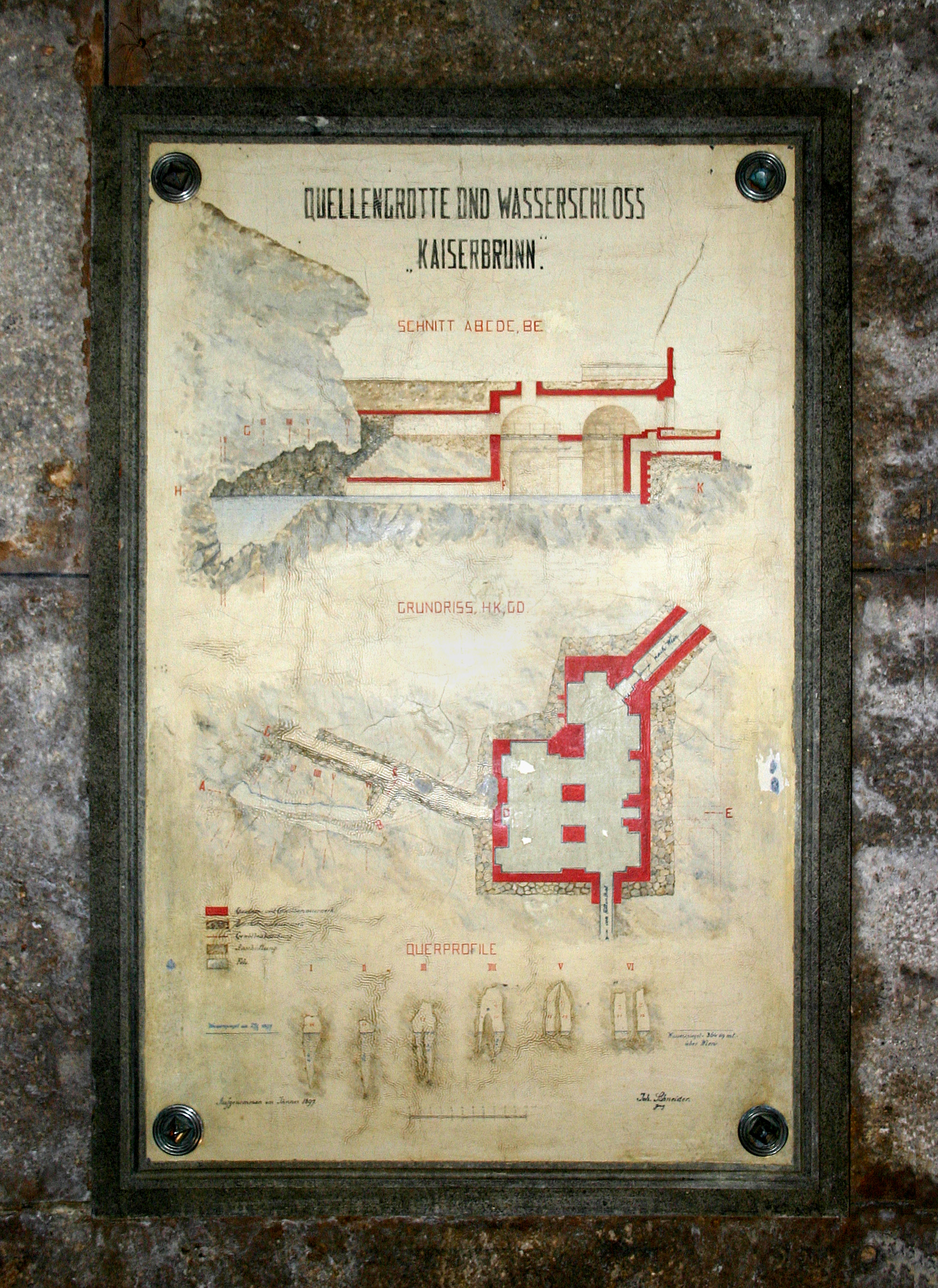
Quellengrotte und Wasserschloss in Kaiserbrunn

Nach dem Gemeinderatsbeschluss vom 12. Juli 1864 bat eine Deputation in einer Audienz Kaiser Franz Joseph I., die Überlassung des dem Finanzärar gehörenden Kaiserbrunnens bei Kaiserbrunn am Schneeberg, heute Gemeinde Reichenau an der Rax, an die Stadt Wien allergnädigst zu genehmigen.
Beantwortet wurde diese Bitte am 1. Mai 1865 anlässlich der Eröffnung der Wiener Ringstraße durch den Kaiser, als er diese in seiner Ansprache der Stadt zum Geschenk machte:

„Um eine der wichtigsten Fragen der baldigen Lösung zuzuführen, habe ich die Anordnung getroffen, daß der Gemeinde zur Durchführung der Wasserversorgung der Kaiserbrunnen unentgeltlich überlassen werde, und ich hoffe, daß hiemit die Wasserversorgung einen baldigen und glücklichen Abschluß erlangen wird.“

Probleme bereitete später jedoch das Finanzministerium, das Forderungen zur Schadloshaltung des Ärars stellte. Langwierige Verhandlungen waren die Folge, in denen das Ministerium schwere Bedingungen stellte.
Einem Gemeinderatsbeschluss vom 29. November 1867 folgte eine neuerliche Audienz beim Kaiser, der mit einer Entschließung vom 21. Februar 1868 das Finanzministerium zu weiteren Verhandlungen veranlasste. Der dadurch entstandene, für die Stadt akzeptable Vertragsentwurf wurde am 6. März 1868 vom Wiener Gemeinderat angenommen und kurze Zeit später unterzeichnet.
Der Kaiserbrunnen entspringt einem Kluft- und Höhlensystem und wurde 2004 mit 36 m Länge neu kartiert (Katasternummer 1854/10). Das Einzugsgebiet könnte sich mit dem der Fuchspaßquelle überschneiden. Die Quellfassung steht unter Denkmalschutz.

### Errichtung der Hochquellenleitung
Nach der Erteilung des Baukonsenses begannen zum einen die notwendigen Grundeinlösungen, aber auch die Ausschreibung der Bauarbeiten mit dem 16. August 1869 als letztem Termin. Aus den zehn abgegebenen Offerten wurde schließlich jenes des Bauunternehmers Anton Gabrielli aus London dem Gemeinderat vorgeschlagen und von diesem am 12. Oktober 1869 angenommen.

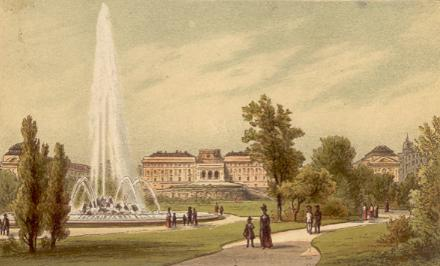
Der Hochstrahlbrunnen mit dem Palais Schwarzenberg (1873)

Mit diesem Gemeinderatsbeschluss wurde gleichzeitig das von Anton Gabrielli gemachte Angebot angenommen, ihm von allen Verdienstbeträgen so lange ein Prozent abzuziehen, bis ein Maximalbetrag von 100.000 Gulden erreicht sei. Um dieses Geld sollte ein Brunnen – der spätere Hochstrahlbrunnen am Schwarzenbergplatz – errichtet werden, der gleichzeitig mit der Hochquellenleitung in Betrieb genommen werden sollte.
Der offizielle Baubeginn war der 21. April 1870, als Kaiser Franz Joseph I. auf dem Gelände des Wasserbehälters Rosenhügel geruhte, den ersten Spatenstich vorzunehmen. Tatsächlich hatten die Arbeiten bereits am 6. Dezember 1869 mit der ersten Sprengung für die Errichtung des Stollens im Höllental begonnen.
Da laut den Bestimmungen des abgeschlossenen Vertrags vom Beginn der Bauarbeiten der Zeitpunkt der Fertigstellung der Hochquellenleitung abhängig war, jedoch noch eine amtliche Erprobung eines Bindemittels ausständig war, wurde der Fertigstellungstermin auf Ende Juli 1874 verschoben. Probleme ergaben sich vor allem mit der Errichtung des Stollens von Kaiserbrunn nach Hirschwang an der Rax.
Anton Gabrielli hatte die Bauarbeiten an der in Baulose unterteilten Trasse der Hochquellenleitung an Subunternehmer, die von ihm und seinen Technikern überwacht wurden, vergeben. Bald schon stellte sich heraus, dass der mit den Arbeiten an diesem Tunnel beauftragte Wiener Baumeister Franz Schlögl mit diesem Auftrag in jeder Beziehung überfordert war, sodass ihm im August 1870 der Auftrag entzogen wurde.
Zunächst wollte Gabrielli in Eigenregie mit in Italien angeworbenen Arbeitern den Bau fortsetzen, jedoch ergaben sich nunmehr Schwierigkeiten. Unerwartete Hilfe kam vom 2. Bataillon des k.k. Genie-Regiments Erzherzog Leopold Nr. 2. Dieses hatte im Mai 1870 zu Ausbildungszwecken einen 85 Klafter langen Stollen der Hochquellleitung bei Mödling errichtet.
Der in Terminnot geratene Gabrielli wandte sich an das k.k. Reichskriegsministerium mit der Bitte um Mitwirkung an den Tunnelbauarbeiten. Anstelle der erbetenen 250 Mann wurden ihm jedoch nur 70 Sappeure mit ihren Vorgesetzten zugestanden, die am 14. Jänner 1871 ihre Tätigkeit gemeinsam mit den Zivilarbeitern aufnahmen. Nach Intervention der Stadt Wien bewilligte das Kriegsministerium schließlich eine Truppenverstärkung und die Übernahme des gesamten Stollenbaus. Der letzte Stollenabschnitt wurde am 8. Dezember 1872 fertiggestellt.

#### Stollen
Verteilt über den Verlauf der I. Hochquellenleitung mussten zahlreiche Stollen errichtet werden:
- der Hauptstollen im Höllental vom Kaiserbrunnen bis Hirschwang (2.900 Meter lang)[5]
- ein Stollen bei Reichenau an der Rax (185 Meter lang)
- ein Stollen bei Mühlhof, Rohr im Gebirge (72 Meter lang)
- zwei Stollen bei Gloggnitz (62 und 204 Meter lang)
- ein Stollen bei Stuppach, Gloggnitz (176 Meter lang)
- ein Stollen bei Putzmannsdorf, Ternitz (114 Meter lang)
- ein Stollen bei Pottschach (405 Meter lang)
- ein Stollen bei Brunn am Steinfeld (319 Meter lang)
- vier Stollen bei Bad Fischau-Brunn (94, 291, 51 und 36 Meter lang)
- zwei Stollen bei Bad Vöslau (747 und 66 Meter lang)
- fünf Stollen bei Baden bei Wien (300, 179, 80, 252 und 192 Meter lang)
- ein Stollen durch den Eichkogel bei Mödling (243 Meter lang)
- zwei Stollen bei Mödling (145 und 282 Meter lang)
- ein Stollen im Hirschenkogel (220 Meter lang)
- ein Stollen bei Perchtoldsdorf (309 Meter lang)
- ein Stollen in Liesing (201 Meter lang)

Um die Stixensteinquelle an die I. Hochquellenleitung anschließen zu können, war zwischen der Stixensteiner Quelle und Ternitz der Bau von zwei weiteren Stollen notwendig:
- ein Stollen im Stixenstein (303 Meter lang)
- ein Stollen bei Sieding, Ternitz (200 Meter lang)

In jüngerer Zeit (1965–1968) wurde zunächst der Schneealpenstollen mit einer Länge von 9.680 Metern zur Einleitung der Sieben Quellen errichtet. Mit dem Bau des Lärchsteinstollens (2,6 Kilometer Länge) und des Wetterinstollens (8,1 Kilometer Länge) konnte überdies 1986 die Pfannbauernquelle aus dem Hochschwabgebiet, dem Quellgebiet der II. Hochquellenleitung, in die I. Hochquellenleitung eingeleitet werden.

#### Aquädukte

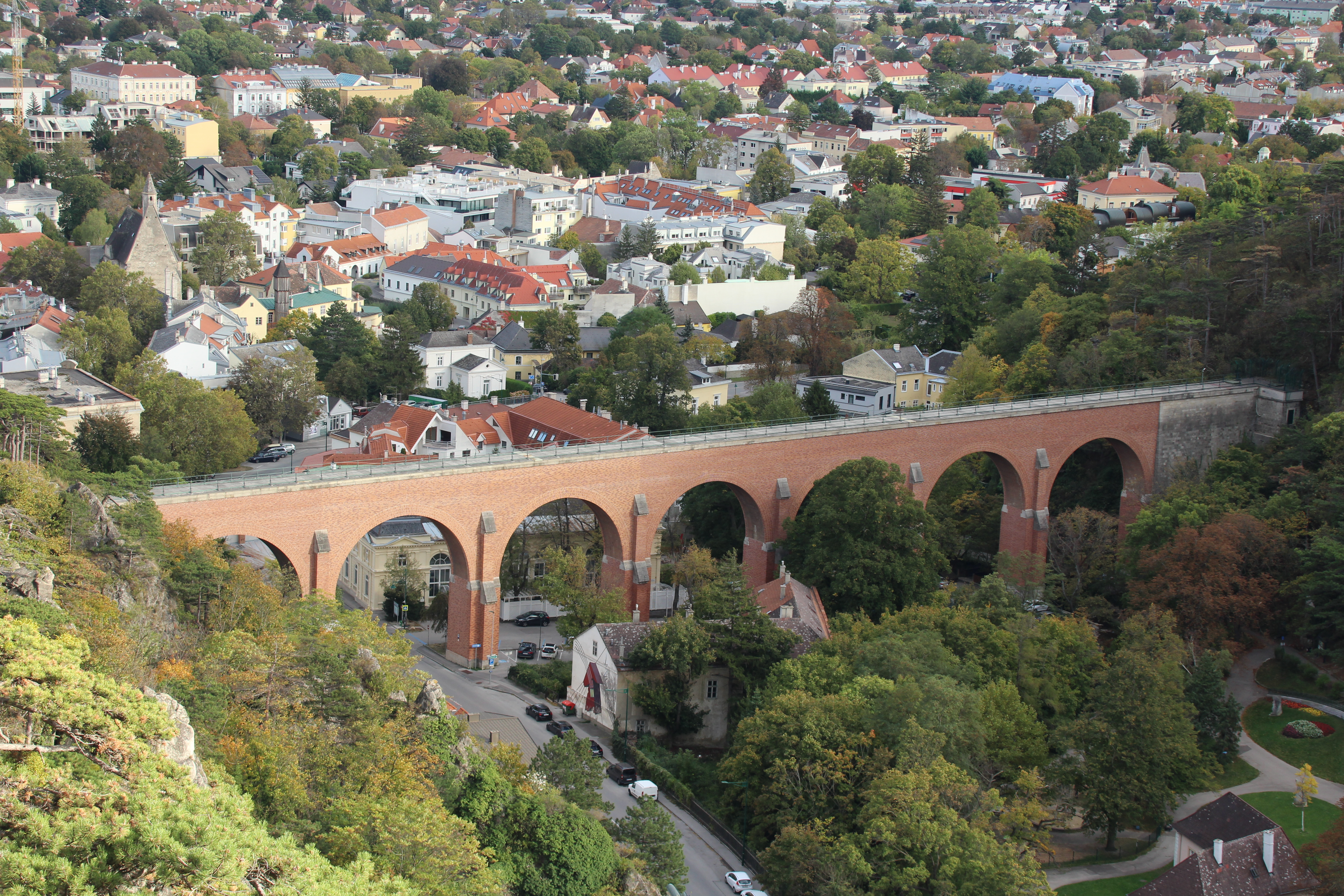
Aquädukt Mödling

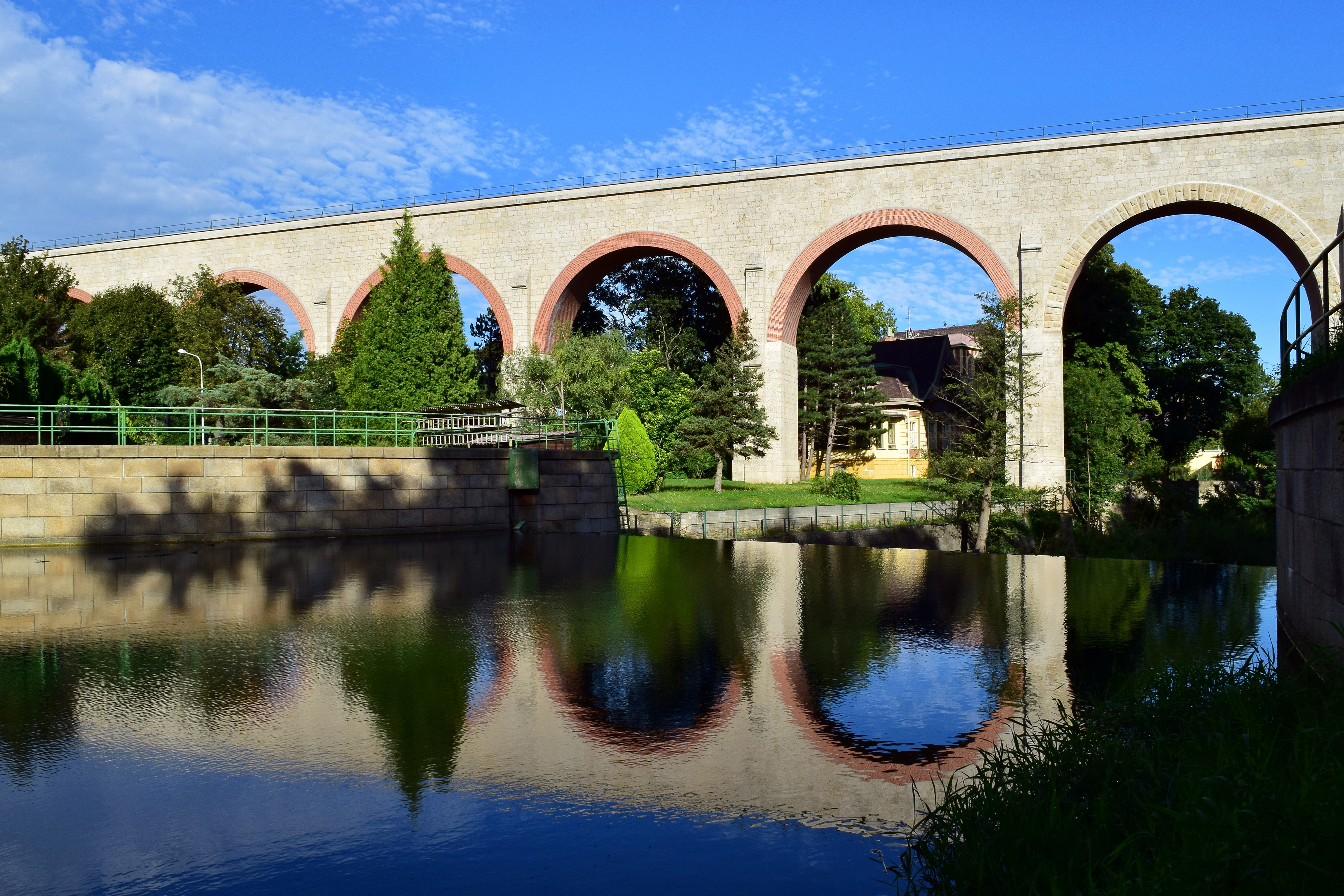
Aquädukt Baden

Entlang der I. Hochquellenleitung wurden 30 Aquädukte und sonstige Talquerungen errichtet, die heute alle unter Denkmalschutz stehen. Zu den auffälligsten Bauwerken dieser Art gehören unter anderem
- die Talübersetzung über das Sierningtal (Länge rund 154 Meter)[5],
- die Talübersetzung bei Matzendorf (Länge rund 493 Meter),
- die Talübersetzung bei Leobersdorf (Länge rund 1.065 Meter),
- die Talübersetzung bei Gainfarn (Länge rund 300 Meter),
- die Talübersetzung bei Dörfl (Länge rund 105 Meter),
- die Talübersetzung in Baden (Länge rund 788 Meter),
- die Talübersetzung in Mödling (Länge rund 186 Meter),
- die Talübersetzung in Wien-Liesing (Länge rund 794 Meter),
- die Talübersetzung in Wien-Mauer (Länge rund 533 Meter) und
- die Talübersetzung in Wien-Speising (Länge rund 197 Meter).

### Bauarbeiten in Wien

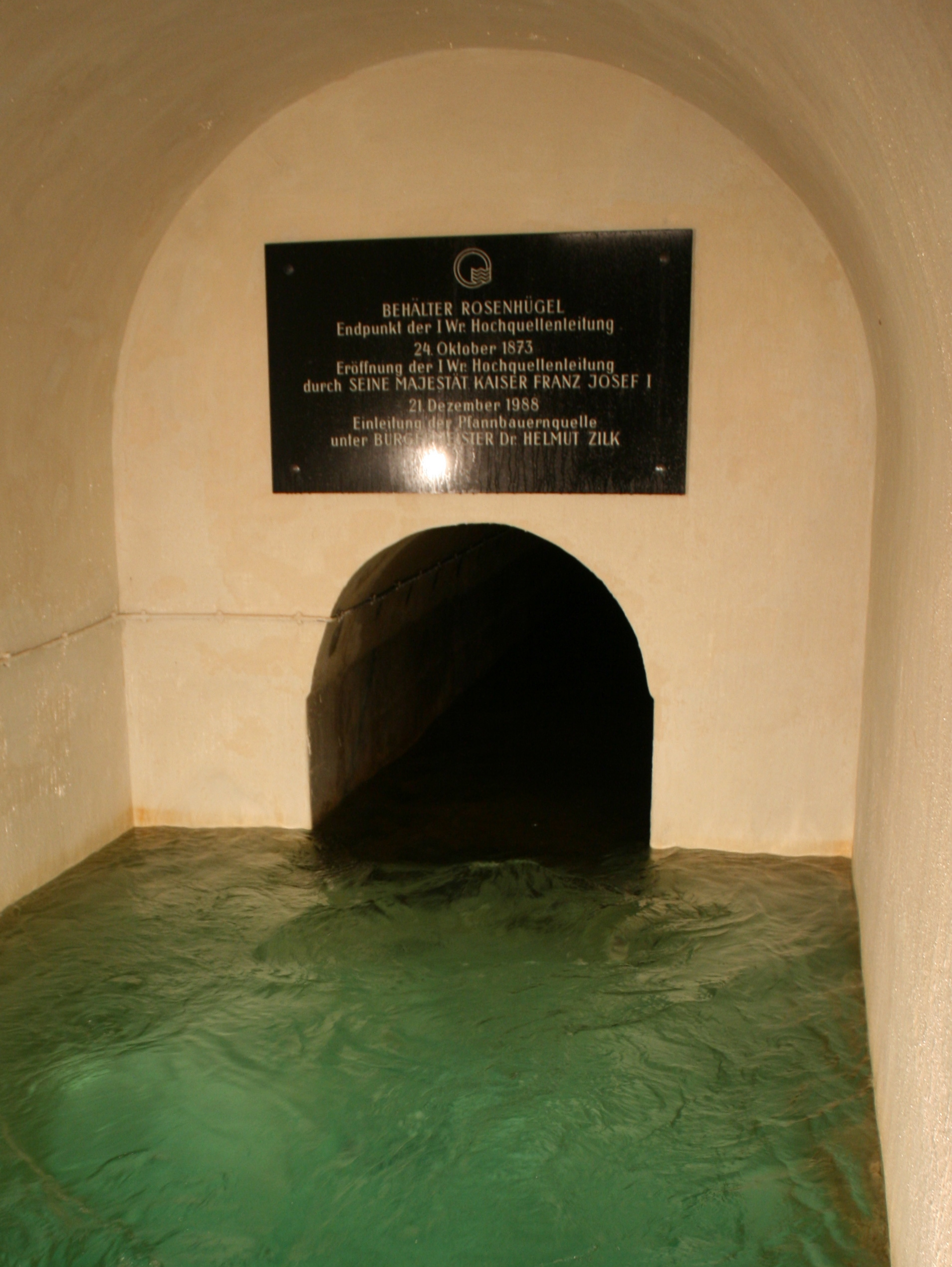
Gedenktafel im Behälter Rosenhügel

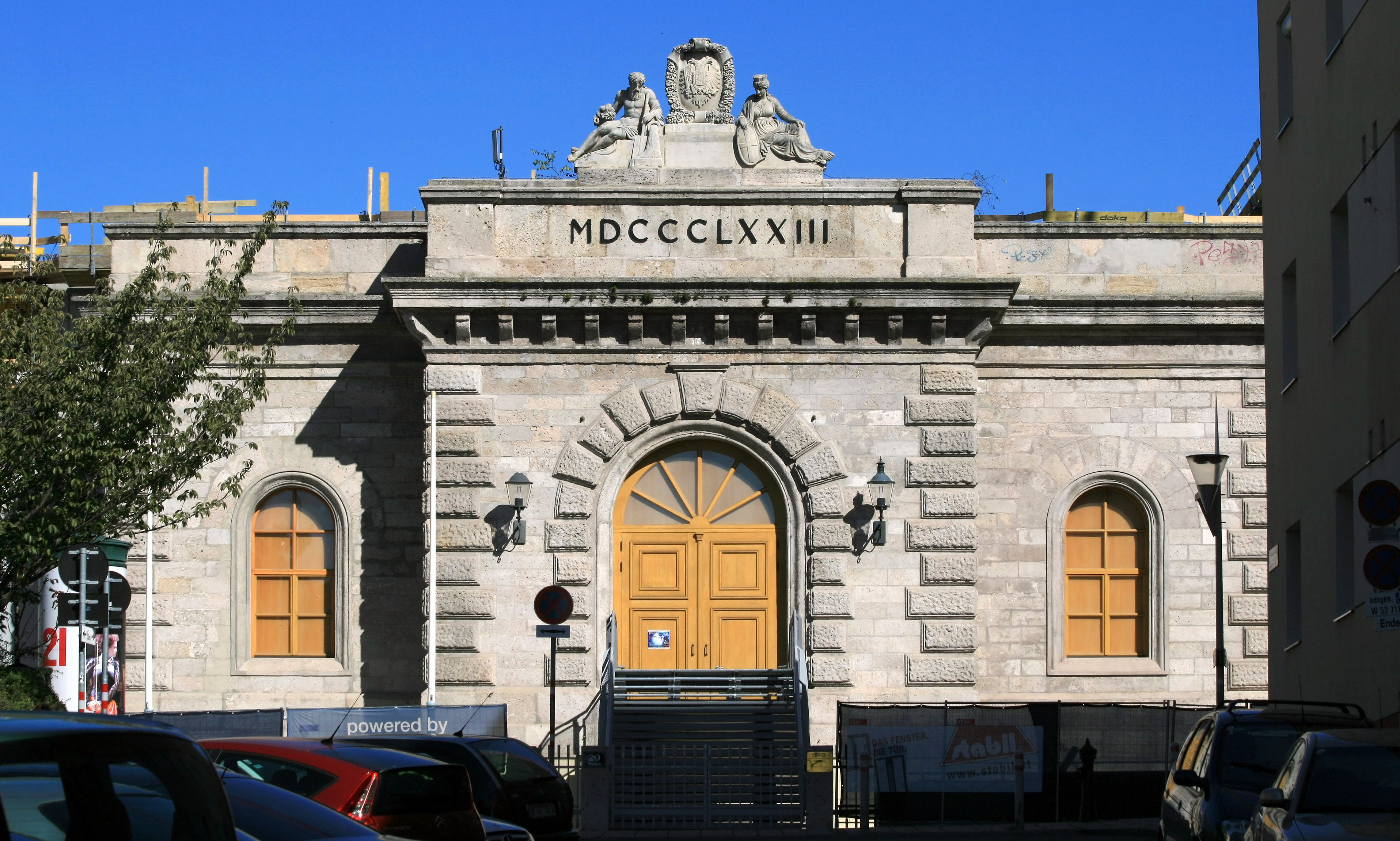
Alte Schieberkammer des ehemaligen Wasserreservoirs auf der Schmelz

In Wien wurden zunächst neben dem Wasserbehälter auf dem Rosenhügel noch die Wasserbehälter Schmelz und Wienerberg errichtet, die ab dem 1. September 1873 erstmals geflutet wurden. Der Trinkwasserbehälter Laaerberg wurde nachträglich eingeplant und erbaut.
Der Behälter Rosenhügel war damals der höchstgelegene Wasserbehälter der Stadt. Von hier aus wurde das Hochquellwasser auf die übrigen Behälter und von dort über die Stadt verteilt.
Auf den Vorschlag der Wasserversorgungskommission genehmigte der Gemeinderat am 5. April 1870 die Prager Eisenindustrie-Gesellschaft (Alberthütte in Kladno in Böhmen), das Etablissement Gambier & Company in La Louvière bei Charleroi (Belgien) und die Neuberg-Mariazeller Gewerkschaft als Lieferanten für die im städtischen Bereich benötigten Rohre. Wegen Lieferschwierigkeiten – Gambier & Company etwa hatte Probleme bei der Lieferung wegen des Deutsch-Französischen Kriegs – wurden später überdies bei den fürstlich Liechtenstein’schen Eisenwerken in Aloisthal (Mähren), der fürstlich Salm’schen Eisengießerei in Blansko (Mähren) und der Gewerkschaft Coerahne in Middlesbrough (England) bestellt.
Die benötigten Armaturen wurden von der fürstlich Liechtenstein’schen Maschinenfabrik Adamsthal, von Elsner & Stumpf in Berlin, Paget in Wien und Simson in England geliefert.
Die verzögerte Lieferung der Rohre hatte zur Folge, dass die von der Firma Elsner & Stumpf durchgeführten Rohrlegearbeiten in der Stadt hinter dem Zeitplan zurückblieben. Dazu traten bei Belastungsproben an den bereits gelegten Rohrsträngen immer wieder Qualitätsprobleme zutage, was heftige Debatten auslöste.
Zur Lösung des Problems wurden zum einen die Wandstärken der Rohre erhöht, und andererseits wurde vom ursprünglichen Plan abgegangen, Wien lediglich mit den hochgelegenen Wasserbehältern Rosenhügel, Wienerberg und Schmelz mit Wasser zu versorgen, was in den tief gelegenen Regionen der Stadt für allzu hohen Innendruck in den Rohren sorgte.
Im Frühjahr 1871 kam es zunächst zu einem Baustopp in der Stadt. In dieser Zeit wurde das Rohrleitungsnetz so umgeplant, dass von einem zusätzlich und in geringerer Seehöhe zu errichtenden Wasserbehälter, dem Wasserbehälter Laaerberg, die tief angesiedelten Bezirke Wiens versorgt werden konnten. Mit diesem Schritt wurden die heute noch üblichen Druckzonen begründet. Im April 1872 konnten die Arbeiten hier wiederaufgenommen werden.
Wegen Wassermangels im Jahr 1873 wurde von der Stadtverwaltung mit Antonio Gabrielli eine Vereinbarung getroffen, die Bauarbeiten so zu beschleunigen, dass bereits im Oktober des Jahres weite Teile der Stadt versorgt werden können. Wegen Erfüllung dieser Vereinbarung wurde die dafür vereinbarte Sonderzahlung von der Stadt Wien anstandslos gezahlt.
Die Bauarbeiten an der Hochquellenleitung waren bis Ende August 1873 weitgehend abgeschlossen, sodass am 1. September der Trinkwasserbehälter Rosenhügel erstmals geflutet werden konnte. Die Reservoirs Schmelz und Wienerberg folgten.
Krönender Höhepunkt der Eröffnungsfeier der I. Hochquellenleitung am 24. Oktober 1873 war die Inbetriebnahme des von Antonio Gabrielli finanzierten Hochstrahlbrunnens auf dem Schwarzenbergplatz durch Kaiser Franz Joseph I. Antonio Gabrielli finanzierte überdies gemeinsam mit der Stadt Wien die beiden Brunnen im 1873 angelegten Rathauspark. 1910 wurden sie aus Anlass der Fertigstellung der II. Hochquellenleitung an diese angeschlossen.

„Ansicht des Wasserthurmes und Maschinenhauses“ am Wienerberg, Favoriten (1900)

Es dauerte noch bis Ende Juli 1874, um das Rohrnetz wie im Vertrag festgelegt fertigzustellen. Ebenfalls abgeschlossen wurden die Bauarbeiten am Trinkwasserbehälter Laaerberg.
Zu einer ersten Erweiterung des Fassungsvermögens der Wasserbehälter kam es zwischen 1878 und 1879, da aus ökonomischen Gründen deren Fassungsraum nicht für den Wasserbedarf eines Tages ausgelegt worden war.
Um die Einleitung des Hochquellwassers in die Wohnhäuser zu beschleunigen, wurde das Wasser der Hausbrunnen auf seine mögliche Gesundheitsgefährdung untersucht. War dies der Fall, wurde der Anschluss an das neue Wasserleitungsnetz behördlich vorgeschrieben.
Diese Maßnahme hatte zur Folge, dass im Jahr 1883 bereits 80 Prozent und weitere fünf Jahre später, 1888, bereits 91,2 Prozent der bewohnten Häuser innerhalb der Linie – des heutigen Gürtels und der damaligen Stadtgrenze – mit Hochquellwasser versorgt wurden.
Die 1890/1891 erfolgte Eingemeindung der Vororte hob die Bevölkerungszahl von rund 840.000 auf 1.360.000 Menschen. 1905 folgte der nächste Anstieg der Bevölkerungszahl um ungefähr 60.000 Personen, als die beiden Bezirke jenseits der Donau eingemeindet wurden.
Der Anstieg der Bevölkerungszahl von Wien und das Wachstum der Stadt in die höher gelegenen Regionen erzwang ein Abgehen von der ursprünglichen Absicht, ohne Pumpwerke das Auslangen zu finden. Mit einem Kostenaufwand von 528.645,46 Gulden wurde das Pumpwerk Breitensee errichtet und am 6. November 1896 in Betrieb genommen.
Das Hochquellwasser wurde mittels einer 5.312 Meter langen Wasserleitung (2.836 Meter mit 950 Millimeter Nenndurchmesser und 2.476 Meter mit 870 Millimeter Nenndurchmesser), die überdies Speising, Lainz, Hietzing, Baumgarten, Hacking, Unter Sankt Veit und Teile Hütteldorfs versorgte, vom eigens auf 120.500 Kubikmeter Fassungsvermögen erweiterten Wasserbehälter Rosenhügel hierher geleitet.
Dotiert wurde zunächst der in 800 Metern Entfernung neu errichtete Wasserbehälter in der Braillegasse in der Nähe des Flötzersteigs. Von dort gelangte das Wasser aus eigener Kraft weiter in den Behälter Schafberg.
Zwischen 1898 und 1899 wurde als zweites Pumpwerk die Anlage beim Behälter Wienerberg mit dem Wasserturm Favoriten errichtet.

### Erweiterungen bis zum Jahr 1910
Der Umstand, dass die Hochquellenleitung während der Wintermonate 1876/77 und 1877/78 leistungsmäßig stark hinter den in sie gesetzten Erwartungen zurückblieb, löste bei den zuständigen Stellen hektische Bemühungen aus, durch zusätzliche Einleitungen eine geregelte Versorgung der Stadt mit Trinkwasser herzustellen. Die Erschließung neuer Quellen wurde durch das Wasserrecht verzögert und gipfelte schließlich in der Errichtung der Zweiten Wiener Hochquellenleitung, die 1910 eröffnet wurde.

#### Pumpwerk Pottschach

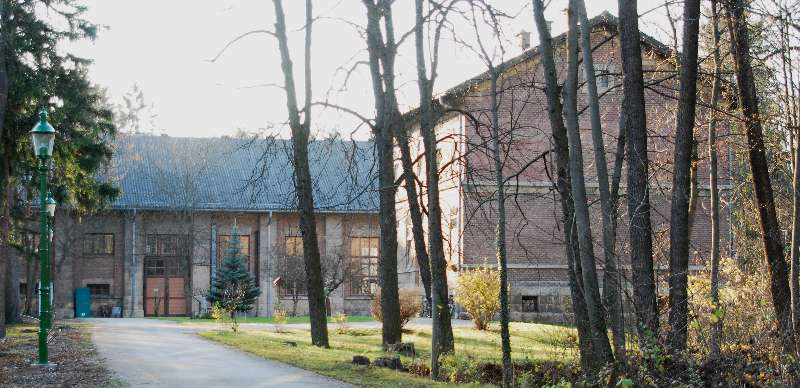
Pumpwerk Pottschach

Die Bauunternehmung Freiherr von Schwarz bot der Stadt Wien im Mai 1878 an, bei Pottschach ein Schöpfwerk mit einer Kapazität von 300.000 Eimern Trinkwasser je 24 Stunden um den Betrag von 650.000 Gulden zu errichten und am 15. Dezember 1878 betriebsbereit zu übergeben. Das Wiener Stadtbauamt prüfte das Angebot und beurteilte es positiv, sodass 1878 mit den Bauarbeiten begonnen wurde. Vor der Übernahme durch die Stadt Wien fand ein Probepumpen statt, um die Erfüllung der zugesagten Kapazität zu kontrollieren. Die neue Anlage entsprach den gestellten Anforderungen; im späteren Dauerbetrieb blieb das Werk jedoch hinter der zugesagten Leistung zurück.
Ab 1886 wurde das Pumpwerk Pottschach deshalb mehrfach um zusätzliche Brunnen erweitert. Um das Jahr 1950 wurde das Pumpwerk Pottschach, dessen Leistungsfähigkeit wegen der Regulierung der Schwarza und technischer Veralterung immer weiter zurückging, umgebaut.

#### Quellfassungen oberhalb von Kaiserbrunn

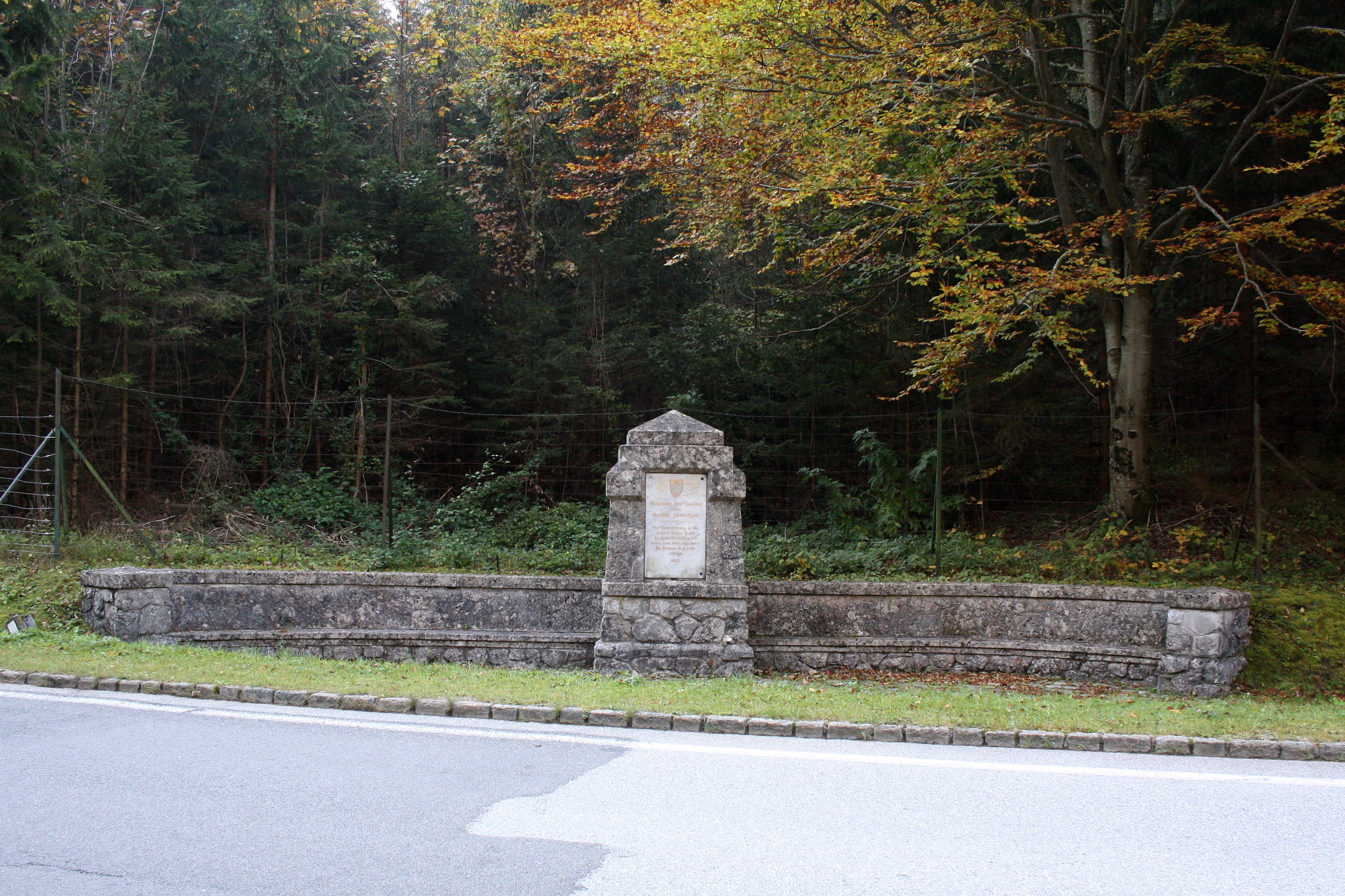
Denkmal der Höllentalquelle, 1893

Bereits am 9. Februar 1877 beschloss der Wiener Gemeinderat die Fassung von Quellen oberhalb von Kaiserbrunn und deren Einleitung in die Hochquellenleitung, die Quellen im Großen Höllental, die Fuchspaßquelle (Quelle bei der Singerin), drei kleinere Quellen im Nassbachtal (Übeltalquelle, Albertwiesquelle, Schütterlehnenquelle in Hinternaßwald), und dort dann auch die Reissthalquelle, die Wasseralmquelle sowie weitere drei kleinere Quellen (Sonnleiten-, Schiefauer- und Lettingquelle).
Behindert wurden diese Maßnahmen durch den Widerstand aller Unterlieger, Werksbesitzer und Gemeinden. Deren rechtliche Stellung war durch das Reichswassergesetz des Jahres 1869 und das niederösterreichische Landeswasserrechtsgesetz des Jahres 1870 wesentlich verbessert worden, sodass die von der Stadt Wien gestellten entsprechenden Anträge durch sämtliche Instanzen bis zum Verwaltungsgerichtshof gehen mussten und rund 20 Jahre dauerten.
In Wien kam es unterdessen ab 1886 durch einen Rückgang der Quellschüttungen zu großen Versorgungsschwierigkeiten, die das Schöpfwerk Pottschach ebenfalls nicht ausgleichen konnte. So blieb den Zuständigen nichts anderes übrig, als während der Wintermonate bei Kaiserbrunn über eine von zwei Lokomobilen betriebene Pumpe Wasser aus der Schwarza in die Hochquellenleitung zu pumpen. Diese Maßnahme war bis zum Jahr 1893 insgesamt zwölfmal immer wieder während der Wintermonate erforderlich.
Da 1889 die Fassung der Höllentalquellen im Gegensatz zur notwendigen Stollenverbindung nach Kaiserbrunn beinahe fertiggestellt war, wurde ein provisorisches Holzgerinne errichtet.

#### Schöpfwerk Matzendorf
Kurz vor der Fertigstellung der Zweiten Wiener Hochquellenleitung kam es 1908 und 1909 abermals zu einer großen Notlage in der Wasserversorgung. Diese führten einerseits zu drastischen Wassersparmaßnahmen in der Stadt, aber auch zu hektischen Bemühungen, durch verstärkte Zuleitung von Wasser nach Wien die Lage zu entspannen.
In der Stadt Wien selbst wurde Wasser aus dem Donaukanal gepumpt, um es als Nutzwasser einzusetzen. In Matzendorf wurden vier Brunnen mit elektrisch betriebenen Pumpen errichtet, die am 3. November 1909 probeweise in Betrieb genommen wurden.
Auch hier gab es gegen die wasserrechtliche Bewilligung dieses Pumpwerks Einsprüche von Interessenten und Gemeinden, die befürchteten, dass ihnen Wasser entzogen würde. Endgültig entschieden wurde dieser Rechtsstreit am 4. November 1910 durch die Entscheidung der Bezirkshauptmannschaft Wiener Neustadt. Diese erteilte die Genehmigung, 9.000 Kubikmeter Wasser täglich an jenen Tagen in die Erste Hochquellenleitung einzuspeisen, an denen die Hochquellen nicht in der Lage waren, die Stadt zu versorgen.
In den Jahren nach dem Zweiten Weltkrieg wurde das Schöpfwerk Matzendorf mehrere Male umgebaut und modernisiert.

### Von 1910 bis 1938
Die Eröffnung der Zweiten Hochquellenleitung am 2. Dezember 1910 ließ es der Stadt Wien zunächst nicht notwendig erscheinen, weiter in den Ausbau der Ersten Hochquellenleitung zu investieren.
Während des Ersten Weltkriegs wurden die beiden Hochquellenleitungen gemeinsam mit den Schöpfwerken Pottschach und Matzendorf über eine kaiserliche Verordnung vom 25. Juli 1914 zu staatlich geschützten Unternehmen erklärt. In der Folge wurde die Überwachung der Leitungsanlagen angeordnet, eine Aufgabe, die zunächst von städtischen Bediensteten und Freiwilligen bis zur Ablöse durch Landsturmkontingente übernommen wurde und bis Kriegsende erfolgte.
Da nach dem Ende des Ersten Weltkriegs die Bevölkerung Wiens um rund 326.000 Personen sank und überdies die Wirtschaftsleistung infolge der Weltwirtschaftskrise abnahm, herrschte in Wien Wasserüberschuss. Dieser wurde an angrenzende Gemeinden wie Klosterneuburg, Schwechat, Brunn am Gebirge und andere abgegeben.
Während der Sommer 1928 und 1929 sowie des Winters 1928/1929 waren es zunächst die niedrigen und während der Sommers die hohen Temperaturen gepaart mit Trockenheit, die die Hoffnung, endlich ausreichend mit Hochquellwasser versorgt zu sein, schwinden ließ. Wieder machten sich die zuständigen Stellen auf die Suche nach rasch zu erschließenden zusätzlichen Quellen.

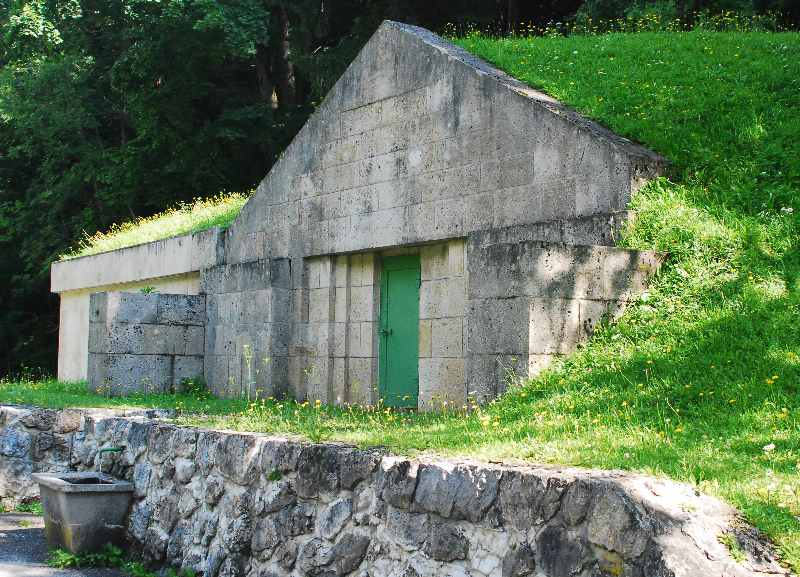
Zumesskammer in Kaiserbrunn

Mit Bescheid der Bezirkshauptmannschaft Neunkirchen vom 10. März 1929 wurde die Errichtung eines provisorischen Schöpfwerks am Nassbach nahe dessen Mündung in den Preinbach errichtet. In Betrieb war dieses Pumpwerk, dessen Wasser gechlort werden musste, zwischen 24. und 29. Juli, dem 4. und 10. September sowie dem 18. und 25. September. Die ursprünglich hier befindliche benzinbetriebene Pumpe wurde Ende 1929, nach der Errichtung des ersten Wasserleitungskraftwerks im Quellgebiet der I. Hochquellenleitung durch eine Elektropumpe ersetzt.
Nachdem 1923 im Bereich des Schöpfwerks Pottschach das rechte Ufer der Schwarza durch Schutzbauten gesichert werden musste, erfolgte wegen nachlassender Leistungsfähigkeit der Anlage 1930 ein erster Umbau und in den beiden darauffolgenden Jahren zwei weitere Umbauten.
Ebenfalls 1930 wurde in Kaiserbrunn der Anschluss der sogenannten oberen Quellen an den ursprünglichen Leitungskanal umgestaltet und bei dieser Gelegenheit die sogenannte Zumesskammer errichtet. Mit ihrer Hilfe sollte eine genaue Messung der zufließenden Wassermenge der oberen Quellen selbst bei wechselnden Wassermengen ermöglicht werden. Des Weiteren wurde in dieser Zeit das Schöpfwerk Matzendorf um- und ausgebaut.

### 1938 bis 1945
Der Wasserverbrauch in Wien stieg ab 1939 rasch an, unterbrochen wurde dieser Trend lediglich 1944 und 1945. Ab dem Jahr 1942 überstieg der Wasserverbrauch von Groß-Wien die Leistungsfähigkeit beider Hochquellenleitungen. Für den Fall, dass eine der Leitungen ausfiel, wurden im Stadtgebiet Grundwasserwerke wie das Grundwasserwerk Nußdorf bei der Nußdorfer Wehr- und Schleusenanlage errichtet. 1939 konnte es bis 50.000 Kubikmeter Trinkwasser liefern.
Wie schon 1929 wurde erneut an der Einmündung der Preinbaches in den Nassbach eine Wasserfassung betrieben und in die Erste Hochquellleitung eingespeist. Genehmigt wurde diese Maßnahme für den Fall, dass zuvor in Wien Wassersparmaßnahmen eingeführt wurden und bereits alle anderen zusätzlichen Wasserbezugsquellen in Betrieb genommen worden waren. Gültig war diese Genehmigung auf Kriegsdauer.
Am 12. April 1944 wurde die I. Hochquellenleitung von Bombenabwürfen in Mitleidenschaft gezogen. Bei einem Luftangriff auf den Fliegerhorst Kottingbrunn wurde der Leitungskanal durch die Druckwellen nahegelegener Einschläge leicht beschädigt. Wesentlich schwerer waren die Folgen eines Angriffs auf den Luftpark Wöllersdorf, der auf der Trasse der Hochquellenleitung lag, am 29. Mai 1944. Der Leitungskanal wurde hier an mehreren Stellen schwer beschädigt. Näher bei Wien führten Abwürfe des gleichen Einflugs zu mehreren Treffern im Bereich des Aquädukts Mauer. Um die Schäden in Wöllersdorf provisorisch zu beheben, wurde schließlich die Berufsfeuerwehr Wien eingesetzt. Die möglichst fachgerechte Reparatur der Bombenschäden wurde im Rahmen einer Abkehr (Betriebsunterbrechung) ab dem 8. Juni 1944 durchgeführt. Ein Bombenabwurf durch ein russisches Flugzeug am 29. März 1945 brachte bei Neunkirchen die Decke des Leitungskanals zum Einsturz. Der Schaden konnte erst nach Kriegsende behoben werden.
Nach der Beendigung der Kampfhandlungen war die sowjetische Kommandantur damit einverstanden, die in den Quellschutzgebieten auf dem Schneeberg gefallenen und bestatteten Rotarmisten zu exhumieren und auf einem russischen Soldatenfriedhof zwischen Ternitz und Pottschach zu bestatten.

### 1945 bis heute

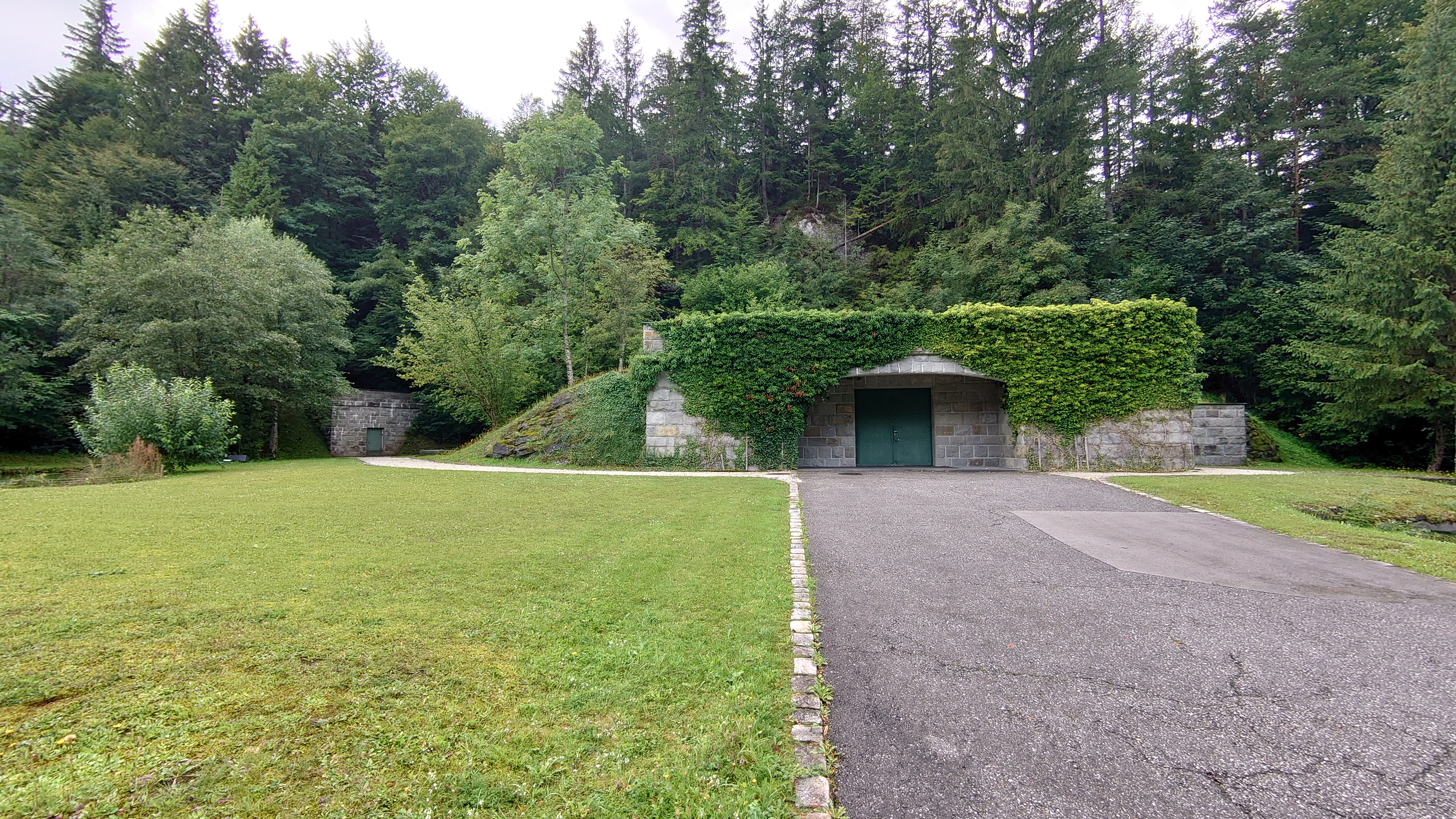
Pfannbauernquelle

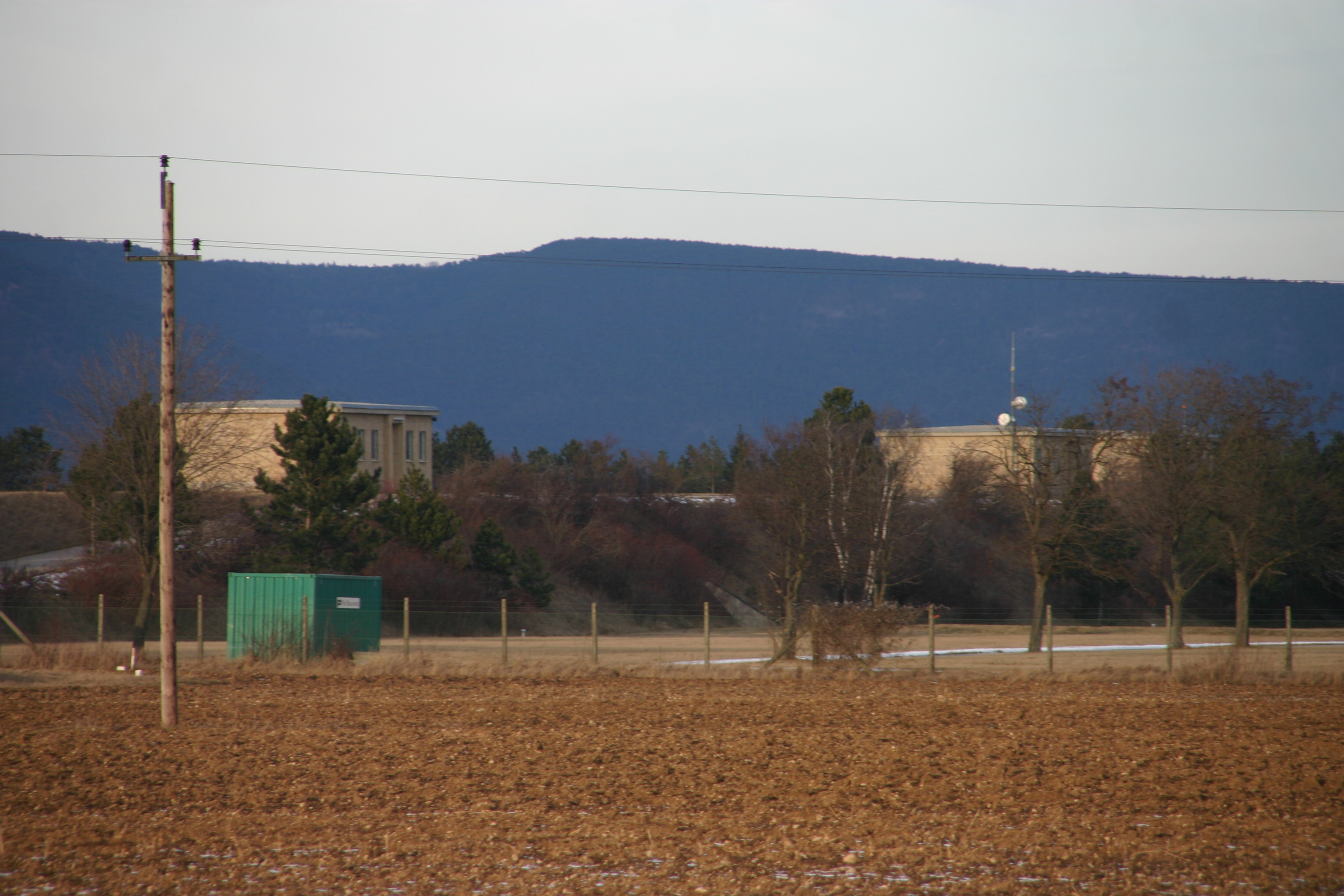
Außenansicht des Wasserbehälters Neusiedl am Steinfeld

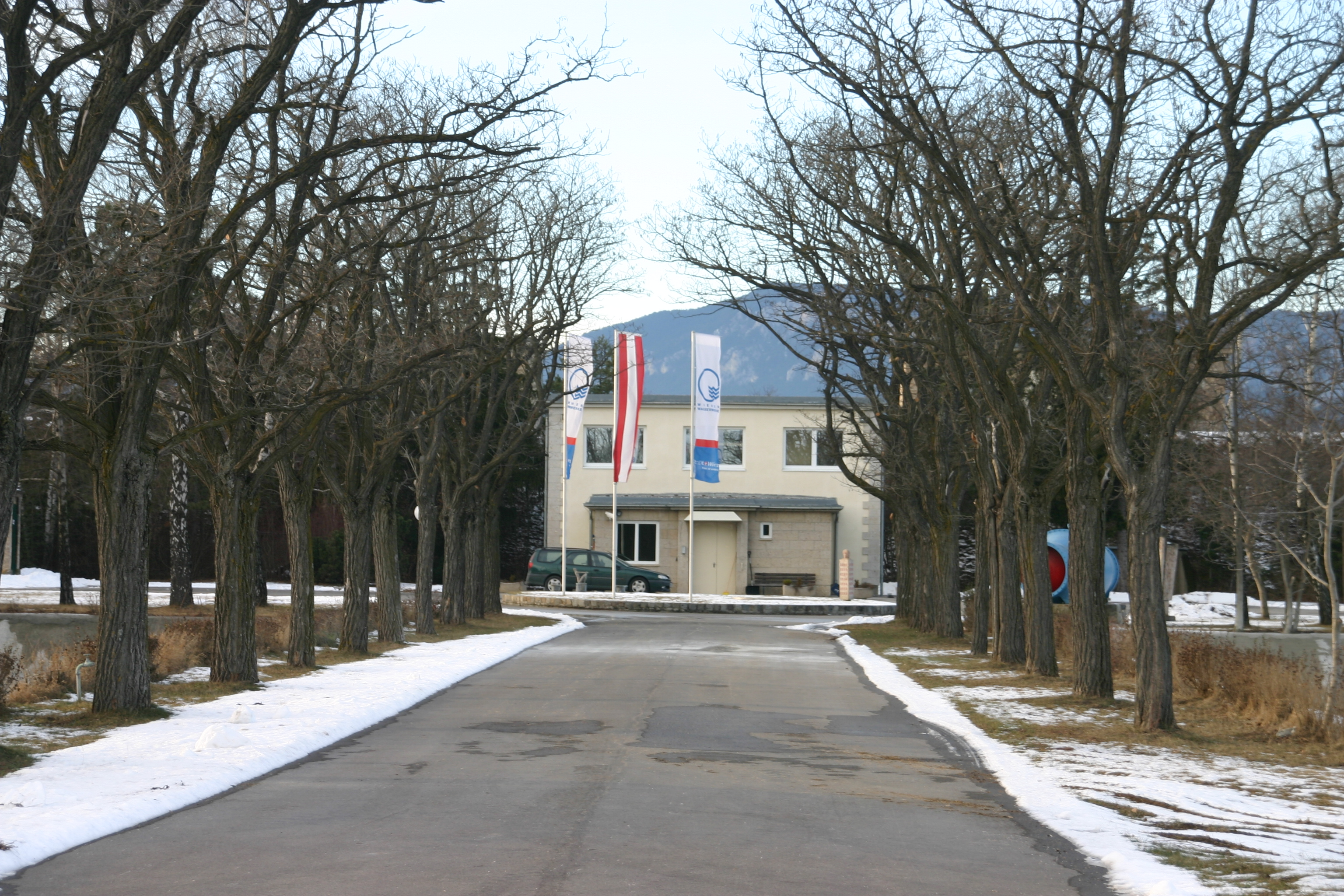
Betriebsgebäude des Wasserbehälters Neusiedl am Steinfeld

Durch die verschiedenen Bombentrichter waren große Schottermengen in den Leitungskanal gelangt, und diese hatten durch die Schleppkraft des Wassers die Kanalsohle im Inneren der Leitung zwischen Neunkirchen und Matzendorf erodiert. Da zur Entfernung des Schotters und der Sanierung dieser Schäden nur die kurzen Abkehren, während denen die Hochquellenleitung außer Betrieb genommen wurde, zur Verfügung standen, dauerte die Ausbesserung des Kanals mehrere Jahre.
Ein weiteres Problem stellte die Errichtung der Süd Autobahn dar, die zwischen Bad Vöslau und Bad Fischau viermal die I. Wiener Hochquellenleitung kreuzt. Um den Leitungskanal vor den Folgen eventueller Unfälle auf der Autobahn in diesen Bereichen zu schützen, mussten zwischen 1961 und 1963 entsprechende bauliche Vorkehrungen getroffen werden.
Das erste große Bauvorhaben an der I. Wiener Hochquellenleitung nach Inbetriebnahme war die Errichtung des Behälters Neusiedl in Neusiedl am Steinfeld (Gemeinde St. Egyden am Steinfeld). Seine Errichtung wurde am 30. November 1951 beschlossen, die Grundsteinlegung fand am 21. November 1953 statt. In Betrieb genommen wurde der Wasserbehälter am 25. April 1959. Jede der vier Kammern kann bis zu 150.000 Kubikmeter Hochquellwasser speichern, womit der Behälter Neusiedl am Steinfeld zum Zeitpunkt seiner Fertigstellung der größte geschlossene Wasserspeicher Europas war.
Mit der Errichtung des Schneealpenstollens im Jahr 1968 wurde mit dem Quellwasser der sogenannten Sieben Quellen oder Karlgrabenquelle im Gemeindegebiet von Neuberg an der Mürz erstmals Trinkwasser aus der Steiermark in die I. Wiener Hochquellenleitung eingeleitet. Mit 9.680 Meter Länge war dieser Stollen zu seiner Zeit der längste Wasserüberleitungsstollen Europas. Die Wasseraufbringung der ersten Hochquellenleitung konnte dadurch um 20 Prozent gesteigert werden.
In weiterer Folge wurden der Scheiblingstollen, der Lärchsteinstollen (2,6 Kilometer Länge) und der Wetterinstollen (8,1 Kilometer Länge) errichtet. Dies ermöglichte die Einleitung der im Hochschwabgebiet gelegenen Pfannbauernquelle.

## Daten und Fakten zur I. Hochquellenleitung

### Streckenlänge und Einzugsgebiet

Längenprofil

Zum Zeitpunkt der offiziellen Eröffnung der Wiener Kaiser-Franz-Josefs-Hochquellenleitung betrug die Leitungslänge 94,75 Kilometer. Davon entfielen 89,09 Kilometer auf den Abschnitt Kaiserbrunn–Ternitz–Rosenhügel und auf die Strecke von der Stixensteiner Quelle nach Ternitz zur Einmündung in den Leitungskanal 6,2 Kilometer.
Durch die späteren Zubauten verlängerte sich die Länge der I. Wiener Hochquellenleitung auf rund 112 Kilometer.
Das Einzugsgebiet vor den Erweiterungen ins Steirische, also das Rax-Schneeberg-Gebiet zwischen Wasseralm und Stixensteinquelle, beträgt 25.000–28.000 ha (durch die Karst-Grundwasserströme sind keine präzisen Daten vorhanden). Davon sind etwa 6000 ha Grundbesitz der Stadt Wien (→ Quellschutzmaßnahmen).
In Wien wurden Rohre verschiedener Durchmesser in einer Gesamtlänge von ungefähr 248 Kilometern Länge neu verlegt. Unter Einbeziehung der bereits bestehenden Leitungen der Kaiser-Ferdinands-Wasserleitung und der sogenannten Ringstraßenwasserleitung, die zuvor als Nutzwasserleitung genutzt worden war, verfügte die Stadt Wien 1879 über ein Wasserleitungsnetz von 336,56 Kilometern Gesamtlänge.

### Statistik der Wasserlieferung
Vom Jahresbedarf 2008 lieferte die I. Hochquellenleitung 43,9 Prozent oder 61,93 Millionen Kubikmeter Trinkwasser nach Wien. Etwas mehr als die Hälfte, 53,6 Prozent gleich 74,95 Millionen Kubikmeter Trinkwasser kommen über die II. Hochquellenleitung, der Rest (3,54 Millionen Kubikmeter oder 2,5 Prozent) stammt aus den verschiedenen Grundwasserwerken.
Maximal können die
- I. Wiener Hochquellenleitung 220.000 Kubikmeter, die
- II. Wiener Hochquellenleitung 217.000 Kubikmeter, das
- Grundwasserwerk Lobau 80.000 Kubikmeter, das
- Wasserwerk Moosbrunn 62.000 Kubikmeter und
- weitere kleinere Wasserspender 10.000 Kubikmeter

Trinkwasser täglich liefern. Bei einem durchschnittlichen Tagesverbrauch von rund 390.000 Kubikmetern liefern die
- I. Hochquellenleitung rund 180.000 Kubikmeter und die
- II. Hochquellenleitung rund 210.000 Kubikmeter

Trinkwasser nach Wien.

### Wasserqualität
Vor Baubeginn der I. Wiener Hochquellenleitung wurden – den damaligen Kenntnissen der Chemie entsprechend – umfangreiche und sorgfältige Wasseranalysen durchgeführt, um die Qualität objektiv beurteilen zu können. Das Ergebnis dieser Analysen ergab je 10.000 Teile des Quellwassers (ein Wert von 0,01 in dieser Tabelle entspricht also 1 ppm):
| Chemische Analyse      | Kaiserbrunn-Quelle | Stixenstein-Quelle |
| ---------------------- | ------------------ | ------------------ |
| Ammoniak               | 0                  |                    |
| Kali                   | 0,006              |                    |
| Natron                 | 0,021              |                    |
| Kali und Natron        |                    | 0,043              |
| Kalk                   | 0,609              |                    |
| Kalkerde               |                    | 1,049              |
| Magnesia               | 0,088              | 0,172              |
| Eisenoxid              | Spuren             | Spuren             |
| Kieselerde             | 0,018              | 0,025              |
| Schwefelsäure          | 0,060              | 0,187              |
| Chlor                  | 0,009              | 0,020              |
| Chlornatrium           | 0,015              | 0,033              |
| Schwefelsaures Natron  | 0,017              | 0,054              |
| Schwefelsaures Kali    | 0,011              |                    |
| Schwefelsaurer Kalk    | 0,076              | 0,267              |
| Kohlensaurer Kalk      | 1,031              | 1,677              |
| Kohlensaure Magnesia   | 0,185              | 0,361              |
| Kohlensaures Eisenoxyd | Spuren             | Spuren             |
| Organische Substanz    | 0,042              | 0,060              |

Beim Quellwasser des Kaiserbrunnes wurden 1,808 Teile als schwefelsaure Verbindungen berechnet und gewogen 1,785 Teile. Die Wasserhärte wurde mit 7,3 Grad deutscher Härte (°dH) bestimmt. Davon entfielen 6 Teile auf Kalk und 1,3 Teile auf Magnesia.
Beim Quellwasser der Stixensteinquelle wurde eine Härte von 12,89 Grad bestimmt.
Heute hat das Wiener Trinkwasser eine Härte von 6 bis 11 °dH. Lediglich in den gelegentlich vom Grundwasserwerk Lobau versorgten Bezirken 2, 3, 11, 20, 21 und 22 kann die Wasserhärte bis 16 °dH ansteigen.
Die Wiener Wasserwerke sind laut der Trinkwasserverordnung in der gültigen Fassung zur Veröffentlichung der Pestizid- und Nitratwerte verpflichtet. Die Kontrolle der Konzentration dieser Schadstoffe im Hochquellwasser wurde von der Lebensmittelaufsichtsbehörde laut Bescheid der MA 59/II-1260/07 für fünf Jahre ausgesetzt, da sich die entsprechenden Werte seit Jahren unterhalb der Bestimmungsgrenze befinden.
| Analysedatum: 25. November 2024                                                     | Analysedatum: 25. November 2024 | Analysedatum: 25. November 2024 |
| untersucht auf                                                                      | gefunden:                       | Einheit                         |
| ----------------------------------------------------------------------------------- | ------------------------------- | ------------------------------- |
| Koloniebildende Einheiten (KBE/Milliliter bei 22 Grad Celsius Bebrütungstemperatur) | 0                               |                                 |
| Koloniebildende Einheiten (KBE/Milliliter bei 37 Grad Celsius Bebrütungstemperatur) | 0                               |                                 |
| Coliforme Bakterien/250 Milliliter                                                  | 0                               |                                 |
| Escherichia coli/250 Milliliter                                                     | 0                               |                                 |
| Elektrische Leitfähigkeit                                                           | 290                             | Mikro-Siemens/Zentimeter        |
| pH-Wert                                                                             | 7,6                             |                                 |
| Gesamthärte                                                                         | 9,1                             | Grad deutscher Härte            |
| Karbonathärte                                                                       | 8,6                             | Grad deutscher Härte            |
| Totaler organischer Kohlenstoff                                                     | 0,51                            | Milligramm pro Liter            |
| Ammonium                                                                            | < 0,01                          | Milligramm pro Liter            |
| Nitrit                                                                              | < 0,008                         | Milligramm pro Liter            |
| Nitrat                                                                              | 4,9                             | Milligramm pro Liter            |
| Chlorid                                                                             | 2,1                             | Milligramm pro Liter            |
| Sulfat                                                                              | 15                              | Milligramm pro Liter            |
| Fluorid                                                                             | < 0,2                           | Milligramm pro Liter            |
| Calcium                                                                             | 49                              | Milligramm pro Liter            |
| Magnesium                                                                           | 9,9                             | Milligramm pro Liter            |
| Natrium                                                                             | 1,1                             | Milligramm pro Liter            |
| Kalium                                                                              | < 1                             | Milligramm pro Liter            |
| Blei                                                                                | < 0,001                         | Milligramm pro Liter            |

## Begleitende Infrastrukturmaßnahmen

### Wasserversorgung von Naßwald und Matzendorf
Der Wasserkonsens für die Einleitung der Oberen Quellen verpflichtete die Stadt Wien, die Trinkwasserversorgung der Ortschaft Naßwald zu übernehmen. So wurden 1928 die unterdessen ausgedienten Holzrohre gegen Stahlrohre ausgetauscht und überdies Privathäuser an das Leitungsnetz angeschlossen.
Da in Matzendorf immer mehr Hausbrunnen austrockneten, regte die Stadt Wien am 19. Juni 1931 bei der Bezirkshauptmannschaft die Errichtung einer Wasserleitung an. Das Wasser dafür stammte aus einem 68 Meter tiefen artesischen Brunnen. Laut einem Übereinkommen trugen die Gemeinde Wien 70 Prozent der Baukosten, Land Niederösterreich und Gemeinde jeweils 15 Prozent. Außerdem übernahm die Gemeinde Wien in der Zeit, in der ihr eigenes Schöpfwerk in Betrieb war, die Stromkosten für das Pumpwerk der Gemeinde Matzendorf. Die Gemeinde Matzendorf wiederum war mit einer möglichen Erhöhung des Konsenses von 9.000 auf 12.000 Kubikmeter Wasser täglich einverstanden.

### Verbundwirtschaft
Ihren Anfang nahm die Verbundwirtschaft zwischen der Gemeinde Wien und den an der I. Hochquellenleitung gelegenen Gemeinden während des Zweiten Weltkriegs. Der steigende Wasserbedarf der Stadt und das Bedürfnis, eine Notversorgung für den Fall einer länger währenden Unterbrechung einer der beiden Hochquellenleitungen zu schaffen, gaben dafür den Ausschlag.
- Zur Bildung des ersten Verbundes kam es zwischen der Stadt Wien und der Gemeinde Ternitz im Jahr 1942. Die Gemeinde Wien überließ Ternitz Trinkwasser aus der von der Stixensteinquelle her kommenden Leitung zur Versorgung höher gelegener Wohngebiete und erhielt dafür gegen Bezahlung überschüssiges Trinkwasser aus einem von Ternitz neu erschlossenen Brunnengebiet. Ternitz ersparte sich durch das am 24. Februar 1943 geschlossene Wasserlieferungsübereinkommen die Errichtung und den Betrieb einer Pumpanlage, um diese Wohngebiete versorgen zu können, und Wien bekam zusätzliches Wasser. Dieses Wasserlieferungsübereinkommen hatte nur eine kurze Laufzeit. Es wurde während des Zweiten Weltkriegs mehrfach verlängert und lag in den Jahren nach Kriegsende brach. Erst am 1. August 1947 wurde es erneut verlängert.
- Laut einem am 11. März 1950 zwischen der Stadt Wien und der Gemeinde Bad Fischau geschlossenen Vertrag erhält Bad Fischau täglich rund 400 Kubikmeter Trinkwasser aus der I. Hochquellenleitung. Im Gegenzug erhält die Gemeinde Wien dafür aus einer Thermalquelle bis zu 1200 Kubikmeter Wasser. Die gegenseitigen Wasserlieferungen sollen jährlich ausgeglichen werden.
- Eine im Bereich des gemeinsamen Wasserwerks von Felixdorf und Sollenau 126 Meter tiefe Brunnenbohrung erwies sich als derartig ergiebig, dass die beiden Gemeinden mit der Stadt Wien am 5. beziehungsweise 7. Juni 1951 ebenfalls ein Wasserlieferungsübereinkommen abschlossen. Felixdorf und Sollenau verpflichteten sich, unter Deckung des Eigenbedarfs täglich bis zu 3500 Kubikmeter Trinkwasser an die Stadt Wien abzugeben. Die Stadt Wien wiederum verpflichtete sich zur Hilfe in Notstandsfällen und im Falle von Wasserüberschüssen in der I. Hochquellenleitung zur Wasserabgabe an die beiden Gemeinden, um die Grundwasservorkommen zu schonen. Außerdem finanzierte Wien einen weiteren Brunnen für die beiden Gemeinden. Die Rückzahlung erfolgte durch Wasserlieferungen.
- Zu einem weiteren Verbund kam es mit einem am 1. beziehungsweise 4. März 1952 zwischen der Stadt Wien und der Stadtgemeinde Neunkirchen geschlossenen Wasserversorgungsübereinkommen. Die Stadt Wien gab an Neunkirchen aufgrund eines Vergleichs aus dem Jahr 1890 täglich 566 Kubikmeter Hochquellwasser gratis ab sowie maximal 2500 Kubikmeter Wasser zusätzlich. Diese Menge wurde jedoch durch ein weiteres Abkommen auf 2150 Kubikmeter reduziert.
Im Gegenzug dafür erhielt Wien aus einem von der Stadtgemeinde Neunkirchen errichteten Brunnenfeld auf der Mahrwiese eine in Summe höhere Wassermenge, wobei die Stadt Wien den erzielten Wasserüberschuss zu bezahlen hat. Neunkirchen wiederum ersparte sich durch die Einleitung des Wassers in die Hochquellleitung den Bau und Betrieb von Pumpenanlagen.
- Zwei weitere Wasserlieferungsverträge aus dem Jahr 1960 betrafen einerseits die Stadt Wien und andererseits die Gemeinde Reichenau an der Rax und die Gemeinde Maria Enzersdorf. Reichenau an der Rax leitete in die I. Hochquellenleitung 16 Liter Wasser pro Sekunde ein, von denen die Gemeinde Maria Enzersdorf zwölf Liter pro Sekunde erhielt. Der Stadt Wien blieben als Durchleitungsgebühr vier Liter Wasser pro Sekunde. Anstelle von Maria Enzersdorf trat mit dem 1. Jänner 1968 die Niederösterreichische Siedlungswasseraktiengesellschaft NÖSIWAG in den Vertrag ein.
- Ein mit der Gemeinde Matzendorf abgeschlossenes Übereinkommen aus dem Jahr 1961 lief ebenfalls auf einen Wassertausch mit der Stadt Wien hinaus. Der von der Stadt Wien für die Gemeinde Matzendorf im Jahr 1931 errichtete Brunnen ließ aus Altersgründen in seiner Kapazität nach. Aus der I. Hochquellenleitung wurde Hochquellwasser an Matzendorf abgegeben, während die Gemeinde Matzendorf mit finanzieller Hilfe durch die Stadt Wien ein neues Grundwasserwerk errichtete, aus dem Trinkwasser an die I. Hochquellenleitung, aber auch an die Gemeinde Maria Enzersdorf abgegeben wurde.

### Wasserleitungskraftwerke

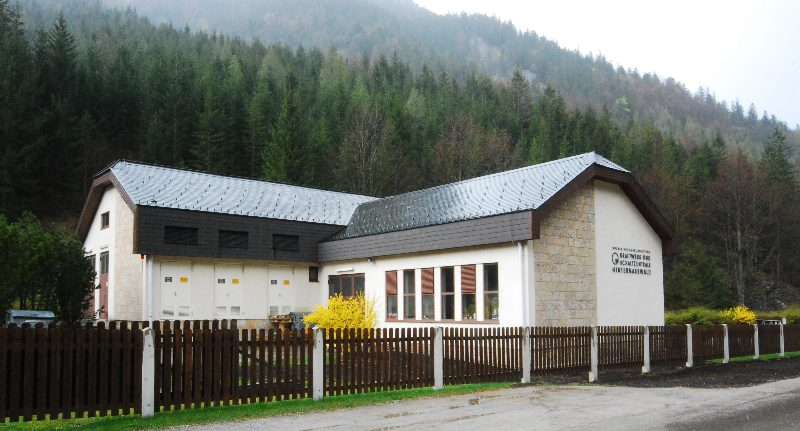
Kraftwerk und Schaltzentrale Hinternaßwald (Wasserleitungskraftwerk)

Der oft beträchtliche Höhenunterschied zwischen den Quellen und dem Sammelstollen machte bauliche Maßnahmen zur Umwandlung der überschüssigen Energie sinnfällig. 2014 wurden an den Wiener Wasserleitungen 15 solche Trinkwasserkraftwerke betrieben, und weitere sind in Bau und Planung. Vier davon liegen im Quellgebiet Hirschwang, zwei in Schwarzau.
- Zwischen 1915 und 1971 bestand neben dem für die I. Hochquellenleitung errichteten Behälter Wienerberg ein Wasserleitungskraftwerk. Heute ist das Gebäude Standort der Wiener Wasserschule.[18]
- Trinkwasserkraftwerk Naßwald: 1929 wurde das erste Wasserleitungskraftwerk an der I. Wiener Hochquellenleitung selbst errichtet. Der mittels einer Francis-Turbine erzeugte Strom wurde hauptsächlich für den Betrieb eines Pumpwerks am Zusammenfluss des Nassbaches mit dem Preinbach eingesetzt, aber auch städtische und private Gebäude in Naßwald versorgt. Neben dem Ausbau im Zuge der Errichtung des Schneealpenstollens zur Überleitung der Sieben Quellen und 2010/12[19] kommt das erhöhte Wasserangebot aus dem Steirischen dem Betrieb der Anlagen in Hinternaßwald, Hirschwang und Kaiserbrunn zugute.
- Trinkwasserkraftwerk Hinternaßwald: Die nächste derartige Wasserkraftanlage wurde 1951 in Hinternaßwald errichtet, nachdem zuvor eine Elektrizitätsgenossenschaft gegründet worden war. Es versorgt den Ort, der wegen der Abgelegenheit nicht an das NEWAG-Netz angeschlossen wurde. Zur Feier der Inbetriebnahme des Kraftwerks am 29. September desselben Jahres wurde symbolisch eine Petroleumlampe eingegraben.
- Trinkwasserkraftwerk Hirschwang: Anlass für die Errichtung des dritten Wasserleitungskraftwerks an der Ersten Hochquellenleitung war das von der MA 49 betriebene Sägewerk, das den für den Betrieb notwendigen elektrischen Strom ursprünglich von der NEWAG bezog. Steigende Stromkosten sowie die technische und wirtschaftliche Machbarkeit bewogen 1952 die Stadt Wien, in Hirschwang an der Rax ein eigenes Kraftwerk zu errichten. Das Wasserleitungskraftwerk Hirschwang wurde am 17. August 1953 eröffnet. Überschüssiger Strom wurde von der NEWAG übernommen.
- Trinkwasserkraftwerk Kaiserbrunn: Die wasserrechtliche Bewilligung für die Errichtung eines Wasserleitungskraftwerks in Kaiserbrunn wurde am 26. Oktober 1954 vom Bundesministerium für Land- und Forstwirtschaft erteilt und die elektrizitätsrechtliche Bewilligung durch das Land Niederösterreich am 29. September desselben Jahres. Des Landschaftsschutzes wegen musste das Krafthaus unterirdisch errichtet werden. Betrieben wird die Spiralturbine von dem Quellwasser der oberhalb des Kaiserbrunnens gelegenen Quellen. Zugänglich ist dieses Kraftwerk durch den unter Denkmalschutz stehenden Eichturm Nummer 1 beim Wasserleitungsmuseum Kaiserbrunn.

### Quellschutzmaßnahmen

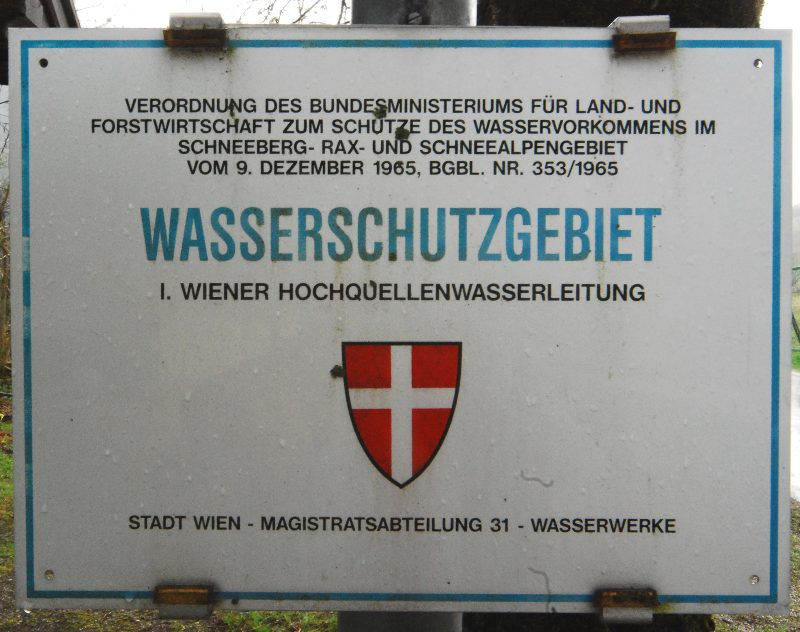
Wasserschutzgebiet I. Wiener Hochquellenleitung

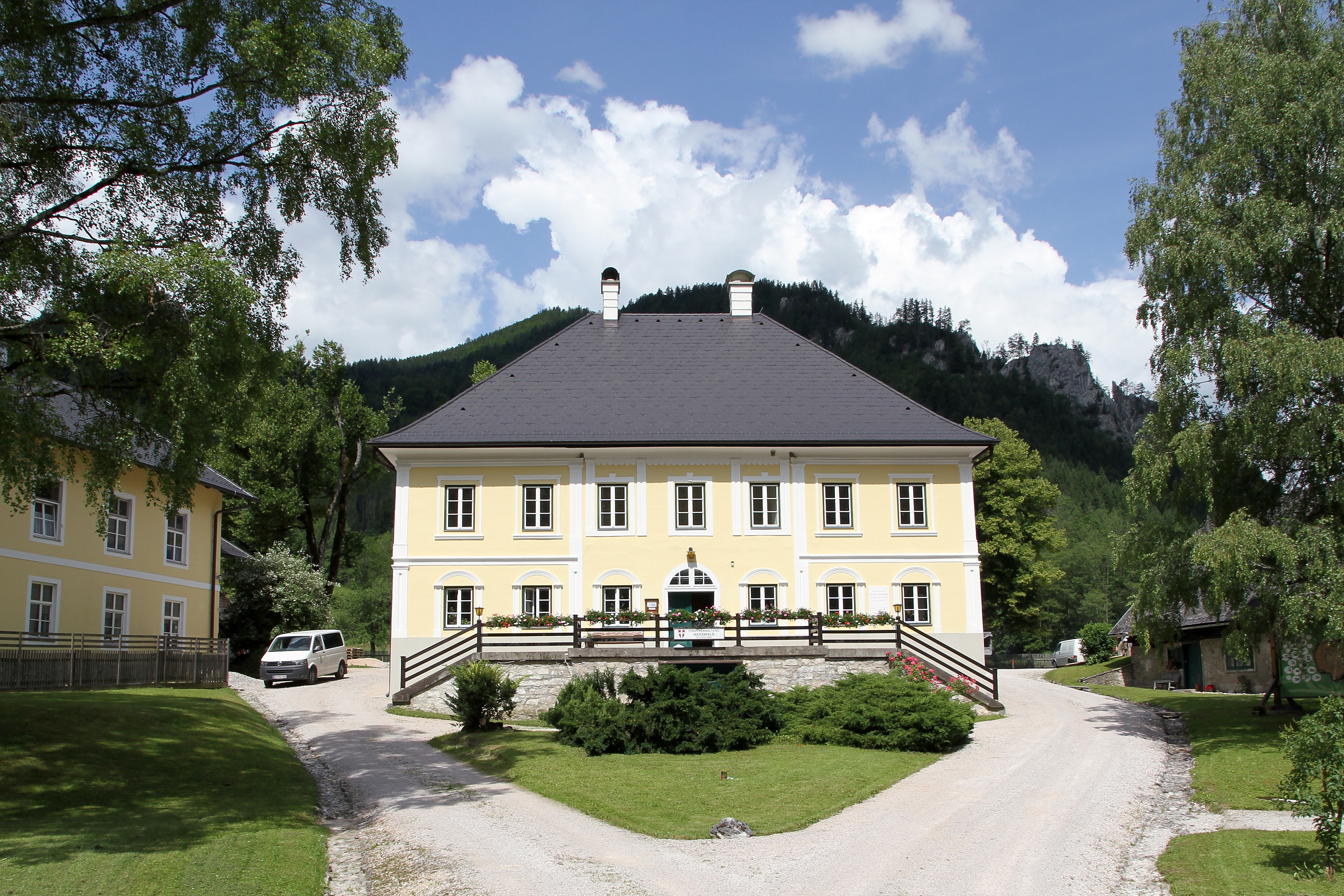
Der denkmalgeschützte Reithof in Naßwald, Sitz der Wiener Forstverwaltung

Die Maßnahmen zum Quellschutz im Bereich der beiden Hochquellenleitungen werden von der MA 31 (Wiener Wasserwerke) und der MA 49 (Forstamt und Landwirtschaftsbetrieb der Stadt Wien) gemeinsam gesetzt. Die Zuständigkeiten werden von der Geschäftseinteilung der Stadt Wien geregelt.
- Die MA 31 erwirbt aus ihrem eigenen Budget die für den Quellschutz notwendigen Grundstücke und verwaltet diese. Außerdem vertritt sie die Interessen der Stadt Wien in den Schutz- und Schongebieten entsprechend den zum Schutz der Wasservorkommen erlassenen Verordnungen.
- Die MA 49 bewirtschaftet die städtischen Quellschutz-, Wasserschutz- und Schongebiete und betreibt zu diesem Zweck überdies forstliche Nebenbetriebe wie etwa ein Sägewerk. Durchgeführt werden Maßnahmen zum Erhalt beziehungsweise zur Schaffung eines optimalen Zustands von Boden und Wald.

Der Grundstückserwerb für die Schaffung von Quellschutzgebieten wurde im Jahr 1869 begonnen. Besaß die Stadt Wien im Bereich der I. Hochquellenleitung 1870 noch rund 5.800 Hektar, so sind es gegenwärtig rund 18.300 Hektar. Im Juli 2008 gab die Wiener Rathauskorrespondenz den abermaligen Zukauf von insgesamt 660 Hektar Land für die Ausdehnung der Quellschutzgebiete bekannt. 470 Hektar befinden sich im Rax/Schneeberg-Gebiet und weitere 190 Hektar im Hochschwab-Gebiet.
Im Jahr 2006 verwaltete die MA 31 rund 332.326.000 Quadratmeter Grundflächen, davon in Wien rund 551.000, in Niederösterreich rund 177.000.000 und in der Steiermark rund 155.000.000 Quadratmeter.
Schon 1965 wurde ein umfassendes Wasserschongebiet geschaffen, das Wasserschongebiet Rax–Schneeberg–Schneealpe (Schongebiet Nr. 3/4, BGBl. Nr. 353/1965). Es umfasst Schneealpe, Rax, Höllental, Schneeberg, Gahns bis zum Sierningtal bei Stixenstein. Der Umfang des Schutzgebietes beträgt 18.354 ha, davon 12.447 ha in Niederösterreich und 5.907 ha in der Steiermark. Die Umgebungen der einzelnen Quellen sind im Radius von 500 Meter strenges Wasserschutzgebiet.
Die Schutzmaßnahmen umfassen insbesondere forstlichen Umbau zu naturnahem Wald, Zusammenarbeit in Land- und Almwirtschaft, Wildtiermanagement und Aufklärung in Bezug auf Tourismus. 2006 etwa wurden um die 200.000 € für Schutzmaßnahmen aller Art aufgewendet (ohne außerordentliche Forschungsprojekte, für alle Wasserversorgungssysteme der Stadt).
Im Bereich der I. Hochquellenleitung sind zwei Forstverwaltungen tätig.
- Die Forstverwaltung Hirschwang ist für fast 10.300 Hektar Grund, davon etwa 5.600 Hektar Wald in der südöstlichen Hälfte des Rax- und Schneeberggebietes zuständig. Außerdem wird in Hirschwang ein Sägewerk betrieben. Auftraggeber sind der freie Markt und städtische Dienststellen.
- Die Forstverwaltung Naßwald ist für eine Fläche von rund 8.000 Hektar, von denen über 6.700 Hektar Waldfläche sind, in der Nordwesthälfte des Rax- und Schneeberggebietes zuständig.

Die Umwandlung der nach großflächigen Abholzungen zu Beginn des 19. Jahrhunderts entstandenen Fichtenmonokulturen in standortgerechte Mischwälder gehört zu den Hauptaufgaben der Forstverwaltungen. Heute wird im gesamten Schutzwald Wiens etwa gut 30.000 Erntefestmeter pro Jahr eingeschlagen.
Der Quellenschutz wird von den Wiener Wasserwerken überdies auf wissenschaftlicher Ebene betrieben. Die Wiener Wasserwerke waren neben weiteren österreichischen Institutionen zwischen Jänner 2003 und Dezember 2006 federführend am EU-Forschungsprojekt KATER II (KArst waTER research programm), an dem länderübergreifend Italien, Slowenien und Kroatien mitarbeiteten, beteiligt. Ziel des 3,3 Millionen Euro teuren Projekts, das zu 42 Prozent von der EU finanziert wurde, war die Entwicklung eines Entscheidungsfindungssystems für Karstregionen, um die Interessen von Tourismus, Landwirtschaft und Quellschutz gleichermaßen berücksichtigen zu können. Ein weiteres Projekt ist die ebenfalls EU-geförderte Forstliche Standortkartierung in den Quellenschutzwäldern.

### Telekommunikation
Bereits beim Bau der I. Hochquellenleitung wurden die ersten Telegrafenleitungen zur Kontaktaufnahme zwischen der Zentrale in Wien und den Reservoirs errichtet. Entlang der Außenstrecke selbst, die im Nahbereich der Südbahnstrecke liegt, wurde auf den Aufbau eines eigenen Leitungsnetzes verzichtet und der Staatstelegraf (so wurde das damals staatliche Telefonnetz genannt) zur Nachrichtenübermittlung benutzt.
Heute verfügt die MA 31 über eine rund 500 Kilometer lange ringförmige Richtfunkstrecke mit 29 Stationen entlang der beiden Hochquellenleitungen. Ausgangs- und Endpunkt dieser Anlage ist der Wasserturm Favoriten, der mit dem Amtshaus Grabnergasse in Mariahilf, der Zentrale der MA 31, mit einem Lichtwellenleiterkabel verbunden ist.

## Kulturelles und Tourismus

### Wasserleitungsmuseum Kaiserbrunn

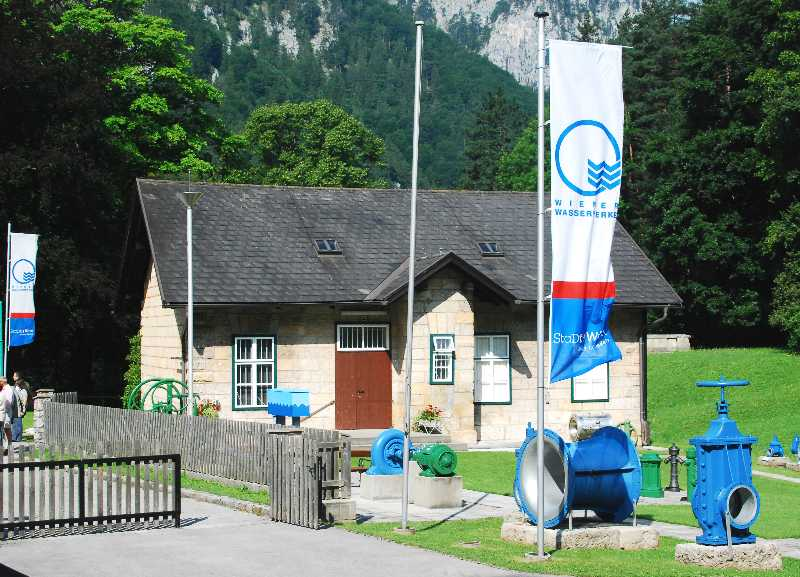
Das historische Hauptgebäude des Wasserleitungsmuseums in Kaiserbrunn

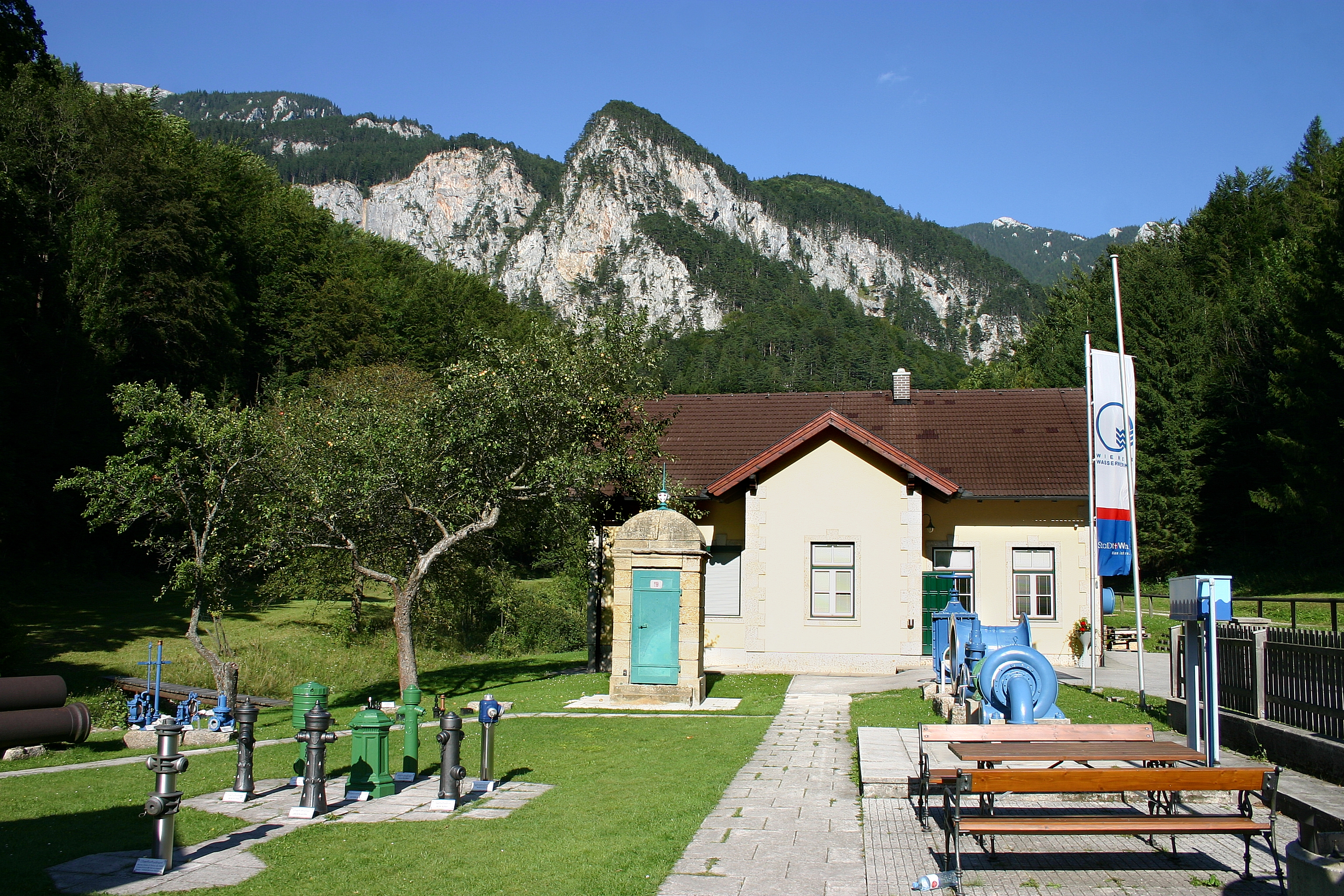
Das Wasserleitungsmuseum der I. Hochquellenleitung in Kaiserbrunn – Erweiterungsgebäude aus dem Jahr 1998

Seit 1973 besteht in Kaiserbrunn das Wasserleitungsmuseum Kaiserbrunn, neben dem Wasserleitungsmuseum Wildalpen das zweite Museum, das Baugeschichte und Funktion des Wasserversorgungssystems dokumentiert. Organisatorisch ist es ein Teil der Betriebsleitung Hirschwang der Wiener MA31 (Wiener Wasser), die laut Geschäftsordnung der Stadt Wien neben der Versorgung der Stadt Wien mit Trinkwasser unter anderem für den Betrieb ihrer beiden Wasserleitungsmuseen zuständig ist.

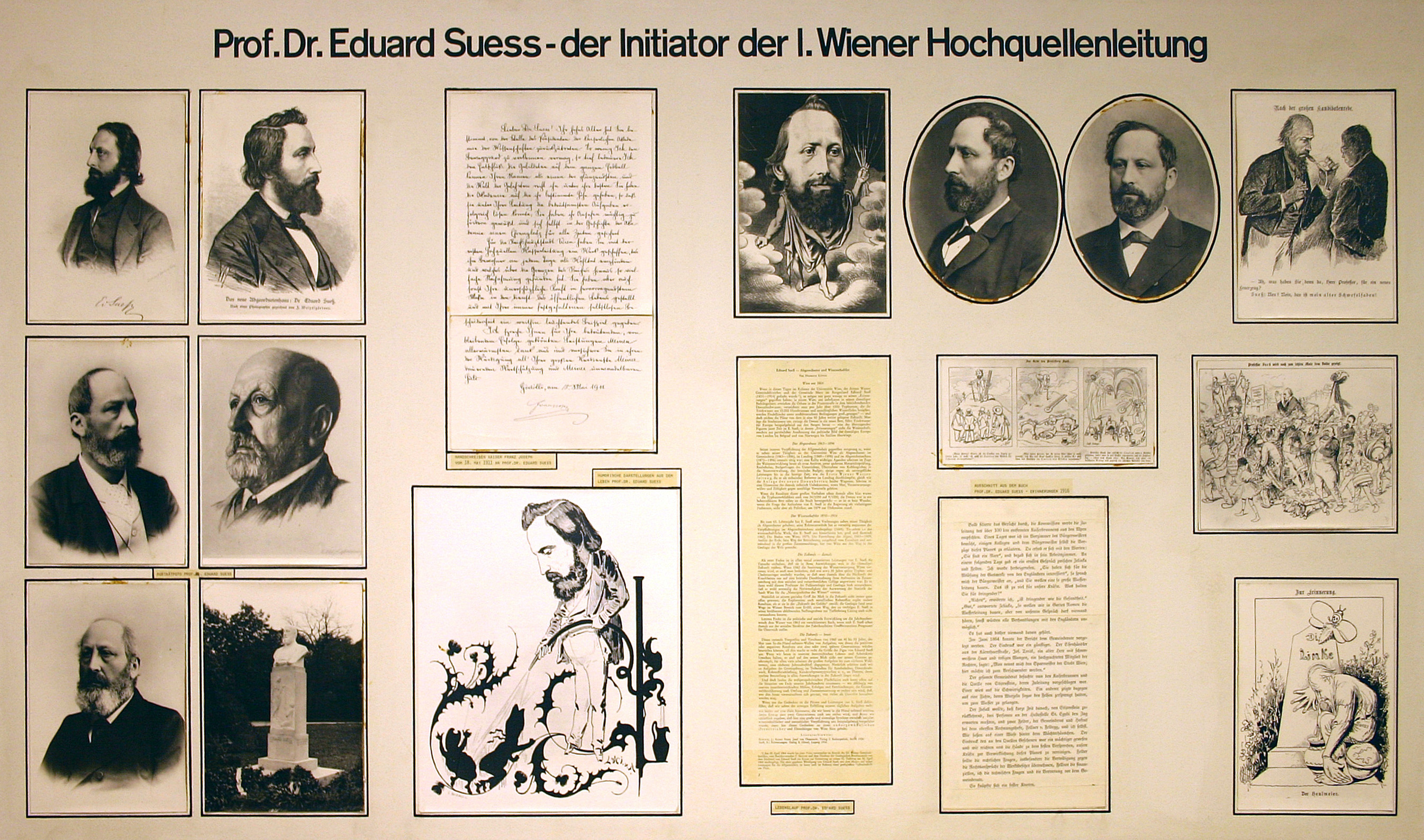
Auf zahlreichen Schautafeln wird im Wasserleitungsmuseum die Geschichte der I. Hochquellenleitung und der Wiener Wasserversorgung dargestellt.

Das Wasserleitungsmuseum besteht aus zwei Gebäuden mit sieben Räumen und einem Freigelände und dokumentiert die Geschichte und den Bau der I. Wiener Hochquellenleitung sowie der Wiener Trinkwasserversorgung von 1869 bis zur Gegenwart. Insgesamt 950 Objekte und mehrere Schautafeln geben den Besuchern bei freiem Eintritt einen umfassenden Überblick, der durch Videovorführungen weiter ergänzt wird.
Das Hauptgebäude ist ein ehemaliges Wasseraufseherhaus, das unter Denkmalschutz steht. Der eingeschoßige Quaderbau mit Satteldach wurde 1875 errichtet und dokumentiert die gründerzeitliche Zweckarchitektur der Bauzeit. Das Erweiterungsgebäude wurde 1998 stilistisch angepasst beigestellt.

### Wasserleitungswanderweg
Entlang der I. Hochquellenleitung wurde 1998, zum 125-jährigen Bestehen, ein Weitwanderweg ausmarkiert, der Wasserleitungswanderweg. Er führt in zwei Tagesetappen von Kaiserbrunn über Gloggnitz und von Bad Vöslau bis Mödling (die weniger attraktiven Gebiete im Steinfeld aussparend). Es lässt sich aber auch von Wien bis in das Salzatal vollständig durchwandern. Die Wanderung ist landschaftlich ebenso interessant wie technisch und verbindet die zahlreichen Baudenkmäler und anderen Sehenswürdigkeiten der Wasserversorgungsanlage.

### Briefmarken
- Aus Anlass des 100-jährigen Jubiläums der I. Wiener Hochquellenleitung erschien am 23. Oktober 1973 eine Sonderpostmarke der österreichischen Post, die von Otto Stefferl entworfen und von Wolfgang Seidel gestochen wurde. Der Nennwert dieser Briefmarke, die das Wasserschloss der Kaiserbrunnen-Quelle zeigt, betrug 2 Schilling.[35]
- Aus Anlass des 75. Todestages von Eduard Suess erschien am 26. April 1989 eine Sonderpostmarke der österreichischen Post mit dem Nennwert von 6 Schilling. Sie stellt ein Porträt von Eduard Suess dar.[36]

### Jubiläumsbrunnen
Im Oktober 2023 wurde an der Ecke Gudrunstraße / Sonnwendgasse (am Eingang zum Helmut-Zilk-Park) ein mit WirWasser betitelter und von der Künstlergruppe Gelatin gestalteter Brunnen zum 150. Jubiläum eröffnet.